# Господские праздники

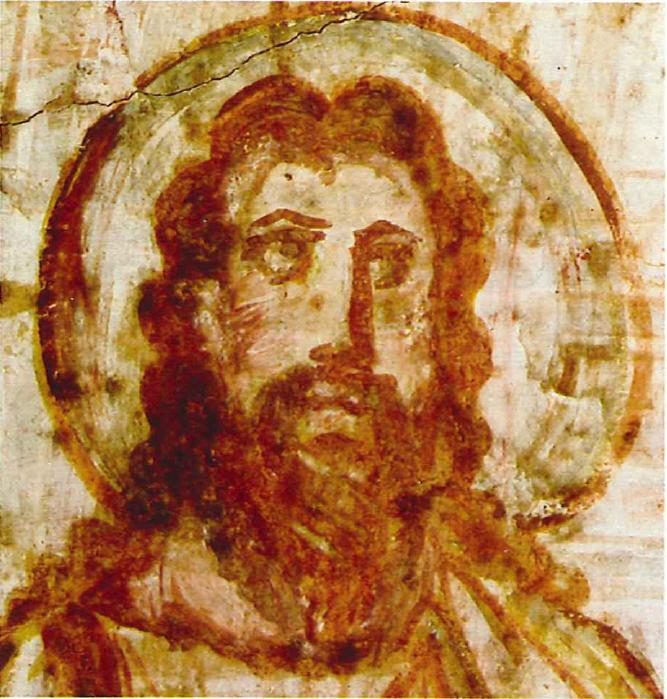
Иисус. Раннехристианская фреска в римских катакомбах

Госпо́дские пра́здники (также пра́здники Госпо́дни, Влады́чные пра́здники) — дни годового богослужебного круга в православной, католической и древневосточных церквях, в которых особо торжественно прославляется Господь Иисус Христос в связи с воспоминаниями о событиях Его земной жизни, а также со связанными с ним реликвиями, знамениями и чудесами.
Господские праздники являются крупнейшими событиями в литургическом календаре, и богослужения в эти дни отличаются особой торжественностью. При этом само воспоминание о празднуемом событии, как правило, не ограничивается днём праздника, но может распространяться и на ряд предшествующих и/или последующих дней (предпразднства и попразднства).

## Хронология формирования состава праздников

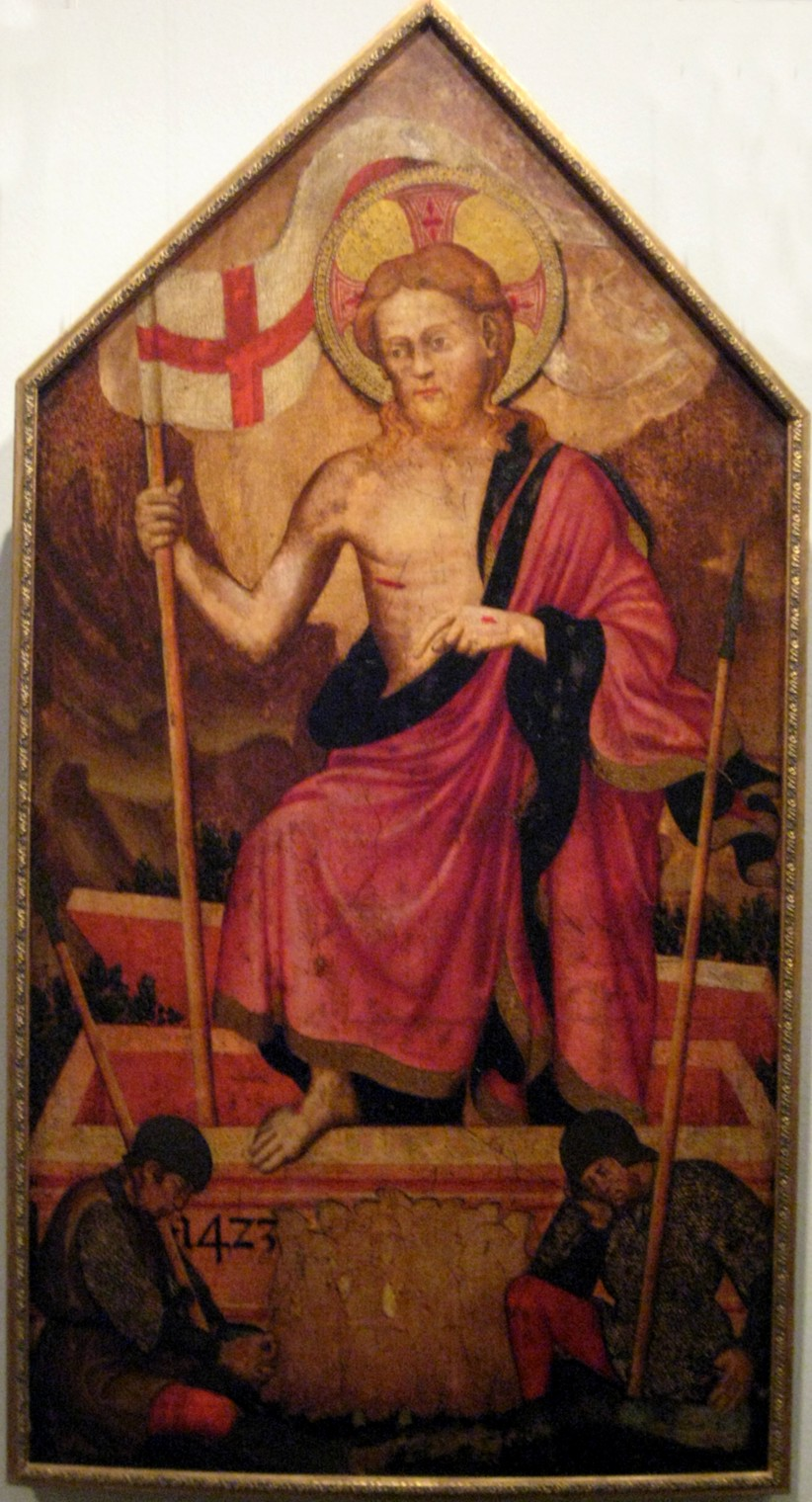
Воскресение Христово
1-я половина XV века. Нижегородский художественный музей.

Иудейские Пасха и Пятидесятница, переосмысленные в контексте жизнеописания Иисуса Христа, — наиболее ранние христианские праздники. Причинно-логическое первенство Воскресения Христова поставило Пасху в центр годового круга богослужений, формирование которого началось впоследствии. При том что состав праздников во вновь появлявшихся ветвях христианства пополнялся и изменялся по-разному, Пасха осталась, словами Льва Великого, «праздником праздников» (лат. festum festorum) для всех христиан, включая католиков, православных, а также протестантов.
Как и христианская Пасха, старейшие из этих праздников были посвящены Иисусу Христу, то есть были, в современном определении, Господскими. Их установление относится к IV веку; так, среди праздников, упоминаемых Оригеном в диалоге «Против Цельса» (249 год), Богоявления ещё нет; первое его свидетельство у Аммиана Марцеллина (XXI:ii) относится к 361 году. Ещё одним праздником, возникшим в IV веке, «Католическая энциклопедия» называет Рождество.
По «Православной энциклопедии» хронология возникновения других Господских праздников такова:
- Святитель Епифаний Кипрский (†403) в «Слове на Вознесение»[16][17] называет главными четыре Господских праздника: Рождество, Богоявление, Воскресение и Вознесение.
- Святитель Иоанн Златоуст (347—407) упоминает шесть праздников: Рождество, Богоявление, день Страстей Христовых, Воскресение, Вознесение, Сошествие Св. Духа на апостолов.
- Патриарх Прокл (434—446/7) выделяет пять праздников: Рождество, Богоявление, Воскресение, Вознесение, Сошествие Св. Духа на апостолов.
- Эвбейский пресвитер (впоследствии епископ) Иоанн в 744 году среди 11 названных им важнейших христианских торжеств выделил следующие Господские праздники: Рождество, Богоявление, Сретение, Вознесение, Воскресение, Преображение, Сошествие Святого Духа на апостолов.

Баптистские историки А. В. Карев (1894—1971) и К. В. Сомов (1920—1968) также констатируют, что в VI веке к числу великих христианских праздников, в которое они включают Рождество, Пасху, Вознесение, Крещение и Сошествие Святого Духа, добавились ещё Сретение и Благовещение.
- В XI веке составленное при императоре Алексее I Комнине (1048—1118) описание церковных древностей Константинополя упоминает 12 праздников, не называя их.
- В XII веке Феодор Продром упоминает Рождество, Обрезание Господне, Сретение, Богоявление, Преображение, Воскрешение Лазаря, Вход Господень в Иерусалим, Воздвижение Креста (древо Креста), Воскресение, Вознесение, Сошествие Святого Духа на апостолов.
- В XIV веке Никифор Каллист называет те же праздники, кроме Обрезания[19].

Несмотря на значительные различия в событийном составе годового круга и литургических особенностях празднования, которые сложились между православием и католицизмом на протяжении тысячи лет после раскола христианской церкви в 1054 году, обе этих крупнейших ветви христианства сохранили немало общих черт в подходах к классификации главных праздников.
В Римско-католической церкви, различая первичные и вторичные праздники, постановление Конгрегации обрядов от 22 августа 1893 года уточняло, что внутри каждого из этих классов праздники Христовы стоят на первом месте, и за ними следуют праздники Девы Марии, Святых Ангелов, Иоанна Крестителя и т. п. В начале 1960-х годов Конгрегация обрядов, реорганизованная на основе решений Второго Ватиканского собора, провела литургическую реформу, значительно изменив календарь в части дней празднования святых. Однако Господские и соответствующие русским Богородичным «Марианские» (т. е. посвящённые Деве Марии) праздники сохранили свой высший литургический статус.
В Православной церкви Господские праздники — один из типов праздников, наряду с Богородичными праздниками и праздниками святых (соборов святых). Восемь из Господских праздников относятся к числу двунадесятых великих праздников.
В протестантском богослужении термина «Господские праздники» нет по причине отсутствия двух других важнейших категорий, которые сопоставляются с ним в эортологии, а именно: праздников святых (почитаются только евангелисты, а также апостолы Пётр и Павел) и праздников Богородичных. При том, что набор событий, отмечаемых на протяжении года разными протестантскими церквями, может варьироваться, из числа праздников, посвящённых Иисусу Христу, общими для большинства церквей являются Пасха (и примыкающие к ней Вход Господень в Иерусалим, Вознесение и День Святой Троицы), а также Рождество, Крещение, Сретение и Преображение.

## Краткая история основных Господских праздников

### Пасха

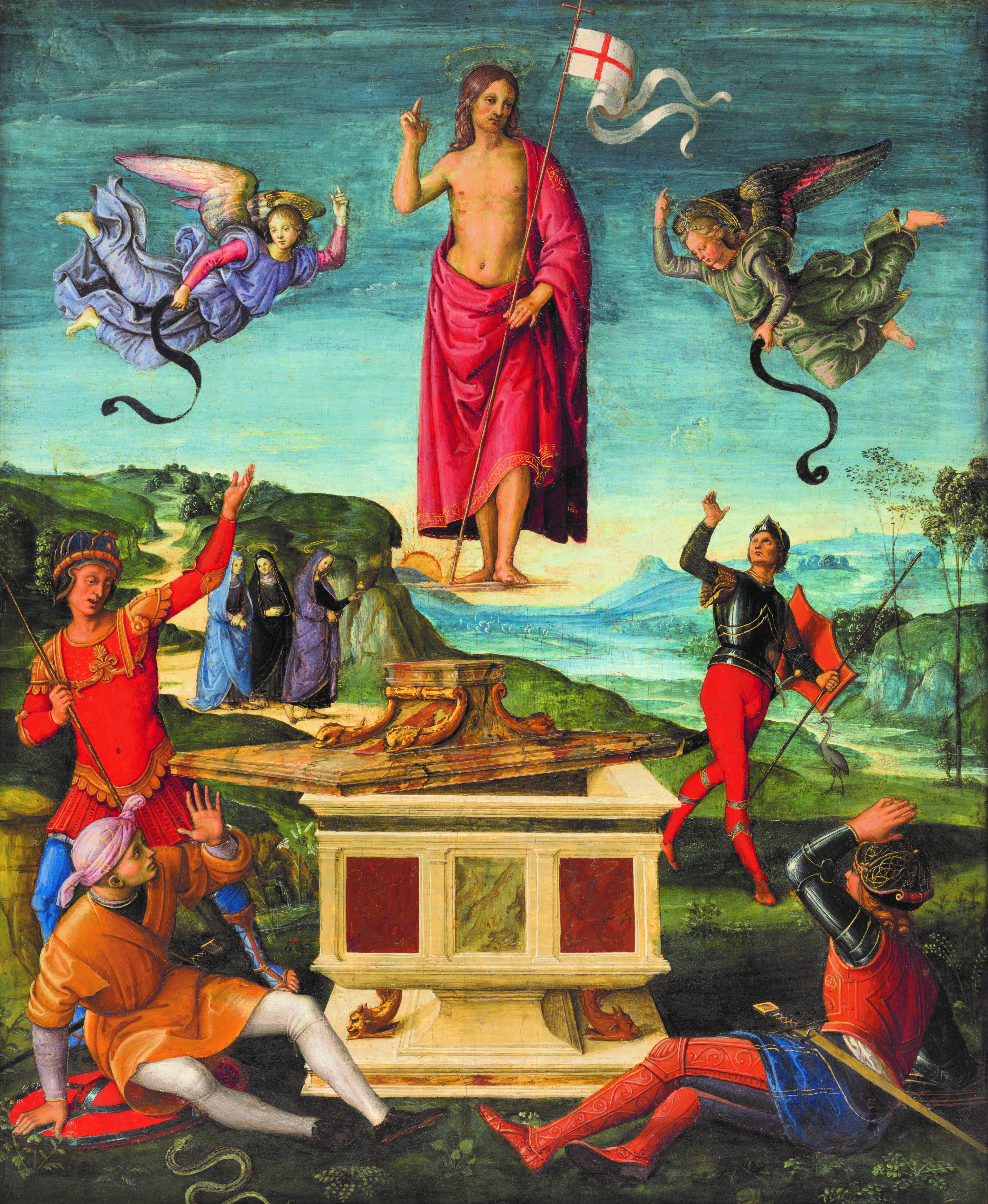
«Воскресение Христа»
(Рафаэль, 1499—1502)

Пасха, день воскресения Иисуса Христа — исторически первый христианский праздник, традиции отмечания которого восходят к апостольским временам. Его главенство над другими праздниками великий святитель, папа римский Лев I (390—461) выразил формулой: «Рождество мы празднуем потому, что оно готовит нас к Пасхе». У Григория Богослова Пасха — «праздников праздник и торжество торжеств».
В первые века христианства в праздновании этого события большое значение имело воспоминание о Страстях Христовых, предшествующих воскресению. И хотя до сих пор, в дань древней традиции, богослужение в Великую пятницу отличается большой торжественностью, акцент переместился на прославление самого события, воскресения.

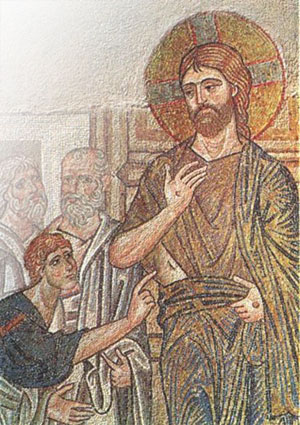
«Уверование ап. Фомы»
(Византия, конец XI века)

Традиция восьмидневного празднования Воскресения Христова, заканчивающегося торжественным богослужением в неделю Антипасхи, складывается к IV веку. Но если в древнем иерусалимском богослужении служба Антипасхи повторяла пасхальную, то в византийском обряде усилилась тема уверования Фомы в истинность воскресения, и Антипасха стала самостоятельным праздником, заключающим прославление этого события.
На западе сложилось несколько вариантов именования дня Антипасхи. Термин Октава Пасхи неоднозначен, указывая и на восьмой день после Пасхи (считая сам день Воскресения), и на весь восьмидневный интервал, охватывающий оба воскресенья. Поэтому наряду с ним распространено и другое название — Фомино воскресенье (англ. St.Thomas Sunday). В 1970 году Фомину воскресенью было усвоено ещё одно название, Второе воскресенье Пасхи (англ. Second Sunday of Easter). 30 апреля 2000 года Иоанн Павел II назначил на этот день ещё один праздник — «Божественного милосердия», причислив в этот день к лику святых Фаустину Ковальскую, которая и предложила этот накладывающийся праздник.

### Вознесение Господне. Пятидесятница

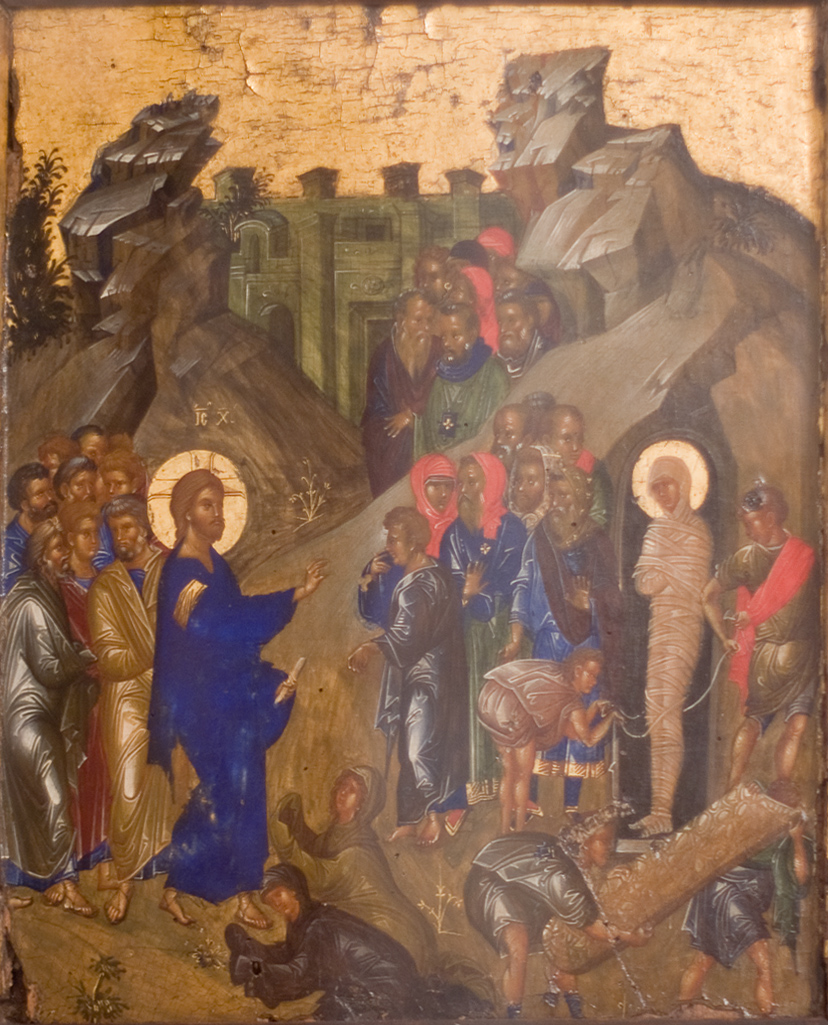
Воскрешение Лазаря
(византийская икона)

Празднование дней Вознесения Господня и Пятидесятницы (Сошествия Св. Духа на апостолов) сложилось к IV веку. Паломница Эгерия записала в дневник, что в вечер Пятидесятницы христиане Иерусалима собрались на Елеонской (Масличной) горе, «в том месте, с которого Господь вознёсся на небо», называемом Имвомон, где прошла служба с чтением отрывков из Евангелия и Деяний, повествующих о Вознесении. Эта запись фиксирует иерусалимскую традицию конца IV века, когда эти два праздника отмечались в один день, на 50-й день после Пасхи, и воспринимались как единое целое. Однако вскоре эти события церковь стала праздновать раздельно.
Во Франции ещё в начале XX века накануне Вознесения совершались трёхдневные церковные моленья. В первый день молились о сенокосе, во второй — о жатве, в третий — об уборке винограда. По завершении же молитв вместе со священником обходили поля, освящали колодцы и источники. Пятидесятница же в большинстве католических стран в настоящее время отмечается только церковным обрядом.

### Воскрешение Лазаря. Вход Господен в Иерусалим
В IV веке в проповедях святителей Амфилохия († после 394), Иоанна Златоуста († 407) и ряда других упоминается празднование Лазаревой субботы — воскрешения Лазаря — и следующего за ней Входа Господня в Иерусалим.
В различных христианских традициях за праздником Входа Господня в Иерусалим укрепились разные по форме, но схожие по сути именования, связанные с расцветающей природой. В западной традиции это — Пальмовое Воскресенье, в Армянской апостольской церкви — Цахказард («Украшенный цветами»), в Русской православной церкви — Вербное воскресенье.

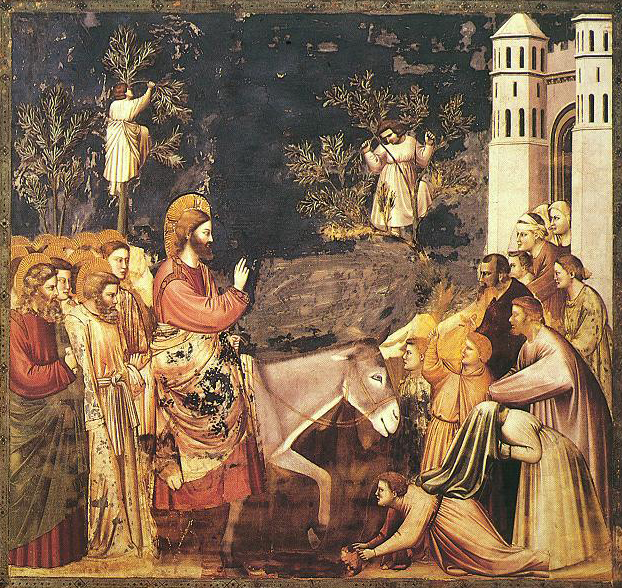
Вход Христа в Иерусалим. Джотто, фреска в капелле Скровеньи, около 1305 года.

Этот праздник упоминают Амвросий Медиоланский и Епифаний Кипрский; его изображения находят на саркофагах IV века. Окончательное же утверждение праздника относят к VII веку. Ряд источников полагает, что и сам праздник впервые был учреждён в Иерусалиме.
«Католическая энциклопедия» приводит разные мнения историков о времени, когда освящение пальмовых ветвей вошло в практику. Так, Мартен датирует это VIII—IX веками и не ранее. Поддерживая эту точку зрения, Пеличчиа добавляет, что первым, упоминавшим о пальмовых ветвях, был Амуларий. Вместе с тем Бинтерим, ссылаясь в том числе на антиохийского патриарха Северуса, утверждает, что епископ Эдесский Пётр уже около 397 года повелел освящать пальмовые ветви во всех храмах Месопотамии.
Эгерия также пишет, что когда служба на Масличной горе закончилась чтением из Евангелия о том, как дети с пальмовыми ветками встречали Христа, возглашая «Благословен Грядущий во имя Господне», народ стал спускаться с горы в город. Повторяя эти же слова, люди шли впереди епископа, которого сопровождали по образу Христа, а дети несли в руках ветки олив и пальм.

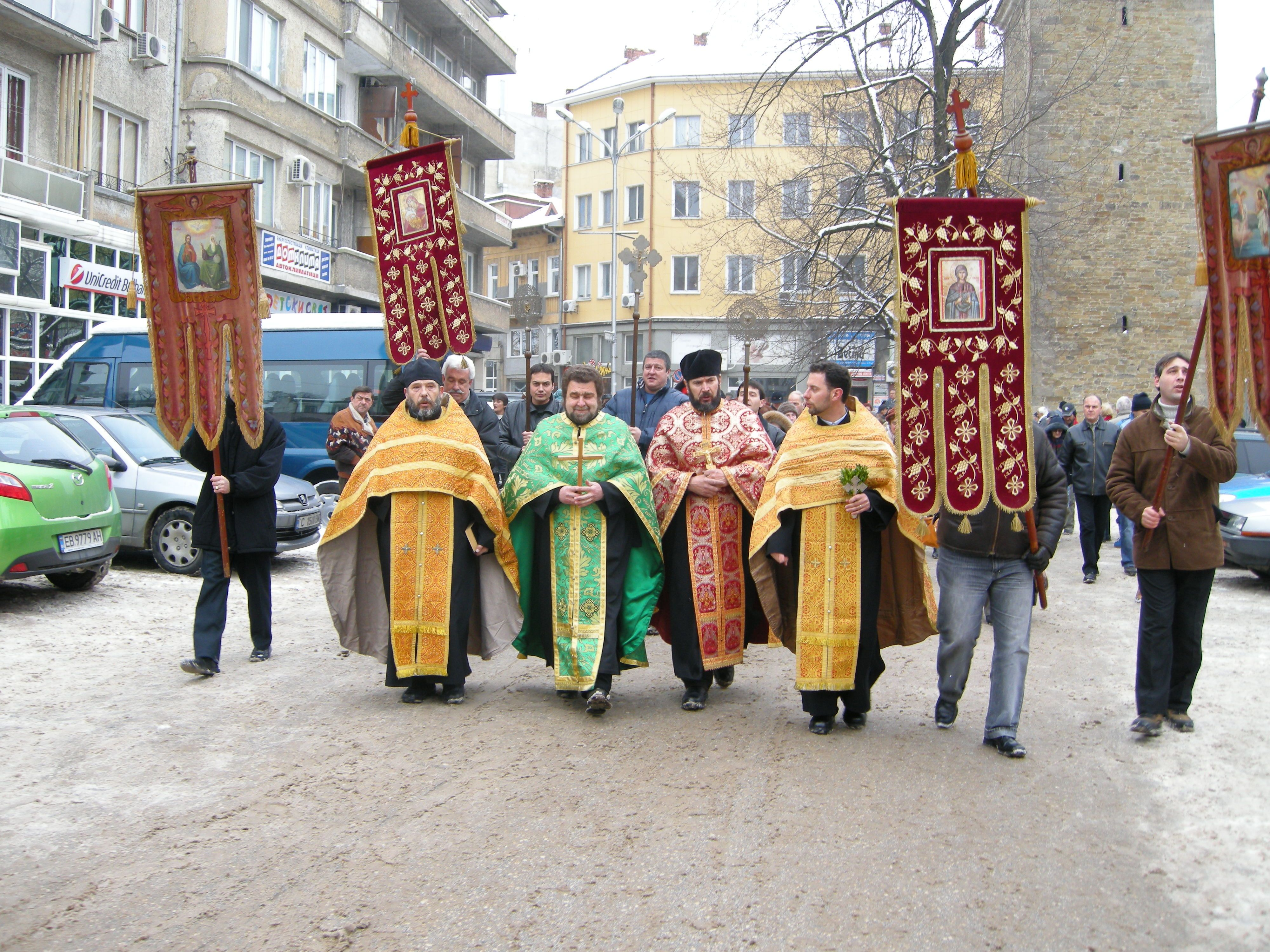
Крестный ход на Богоявление в Болгарии

### Богоявление. Рождество Христово. Крещение Господне
Первые упоминания о праздновании Богоявления появляются не позднее III века. Серединой III века датирует Епифанию (греч. Επιφάνια — Явление, как тогда назывался этот праздник) и крупный специалист по исторической литургике В. А. Алымов, добавляя, что в неподвижном круге праздников у кафолических христиан, в противовес гностическим, Епифания была главным. Особую торжественность богослужения в день Епифании вспоминает и паломница Эгерия (IV век).
Вплоть до IV века праздник Епифании соединял у христиан воспоминания и о Рождестве, и о Крещении. Затем Римская церковь перенесла празднование Рождества на 25 декабря. Постепенно этот порядок распространился и по остальному христианскому миру, но утвердился не везде. Прежнюю традицию сохраняют Древневосточные православные церкви; так, Армянская апостольская церковь празднует Теофанию (греч. Θεοφάνια — Богоявление) 6 января, вспоминая Рождество, поклонение волхвов и Крещение. Коптская православная церковь отмечает единый праздник Богоявления 7 января.
В прошлом на Богоявление объявляли дату Пасхи на текущий год, показывая этим связь рождения Иисуса Христа с тайной Его смерти и воскресения. В Риме это объявление делали нараспев, на мелодию пасхального гимна «Exsultet».

### Обрезание Господне. Сретение Господне

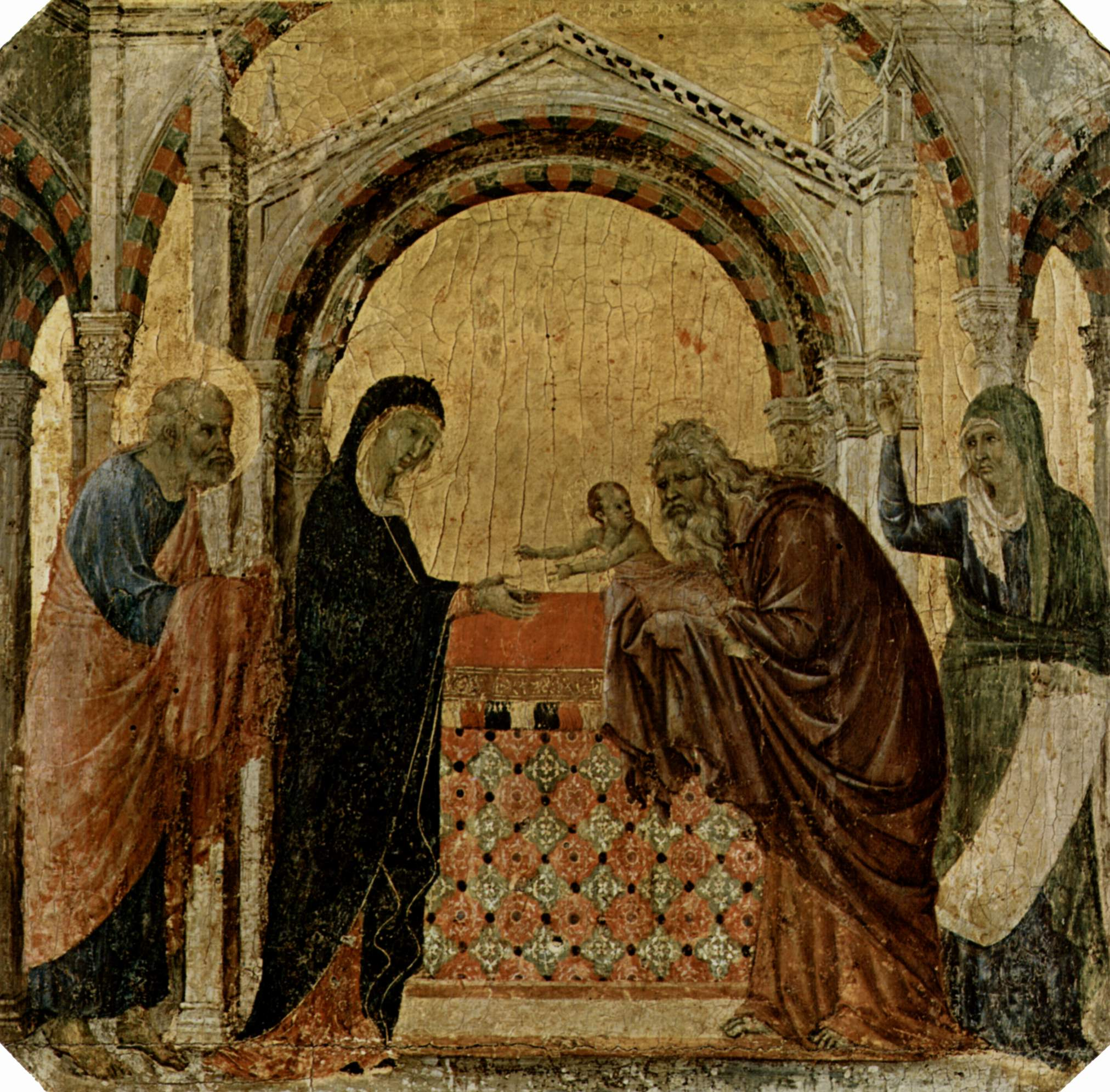
Сретение. Дуччо ди Буонинсенья, деталь алтаря Сиенского собора (1308—1311)

События, вспоминаемые в дни Обрезания Господня (1 января) и Сретения Господня (2 февраля), напрямую связанные с рождением Иисуса, начинают отмечать как праздники вскоре после разделения Рождества и Крещения. Празднование Сретения ввёл в Константинополе своим эдиктом 542 года император Юстиниан I, о чём упоминает в IX веке и византийский летописец Георгий Амартол. В Рим же этот праздник принёс папа Сергий I (687—701), наряду с тремя другими, посвящёнными Богородице. С тех пор Сретение обрело черты одновременно и Господского, и Богородичного праздника: они дошли до наших дней у православных — в его литургических особенностях, а у католиков — в одном из его названий: «Очищение Марии» (англ. Feast of the Purification of the Virgin, нем. Maria Lichtmess). Со своей стороны, в названиях нем. Lichtmess, англ. Candlemas и фр. La Fête de la Chandeleur фигурируют свет, светильник, воспринимаемые как аллегория духовного просвещения. Ещё до того как Сергий I стал праздновать Сретение в Риме, Софроний Иерусалимский (560—638) писал:

Пусть никто не замедлит сретить Господа, пусть никто не окажется безучастным к этому таинству, чуждым света, который оно приносит. Увеличим же свет наших светильников, как для указания на божественное сияние Пришедшего, от Которого всё получает свет… Посему пойдём, имея светильники, поспешим, неся свет…
— Софроний Иерусалимский. Слово на Сретение Господне.
В современной Римско-католической церкви перед мессой в день Сретения проводится благословение свечей и процессия со свечами. Присутствующие на богослужении зажигают свечи под пение антифона. Прочтя интроит, священник обходит храм, окропляя освящённой водой паству, держащую свечи. После этого он также берёт свечу и начинает шествие словами: «Пойдём с миром, чтобы встретить Господа». Идущие за ним поют «Nunc dimittis» («Ныне отпущаеши») — слова, которые произнёс Симеон Богоприимец, увидя Христа, — подчёркивая этим главную тему праздника — Сретение. По окончании процессии прихожане тушат свечи и возвращаются на свои места в храме для продолжения мессы.

### Воздвижение Креста. Обновление храма

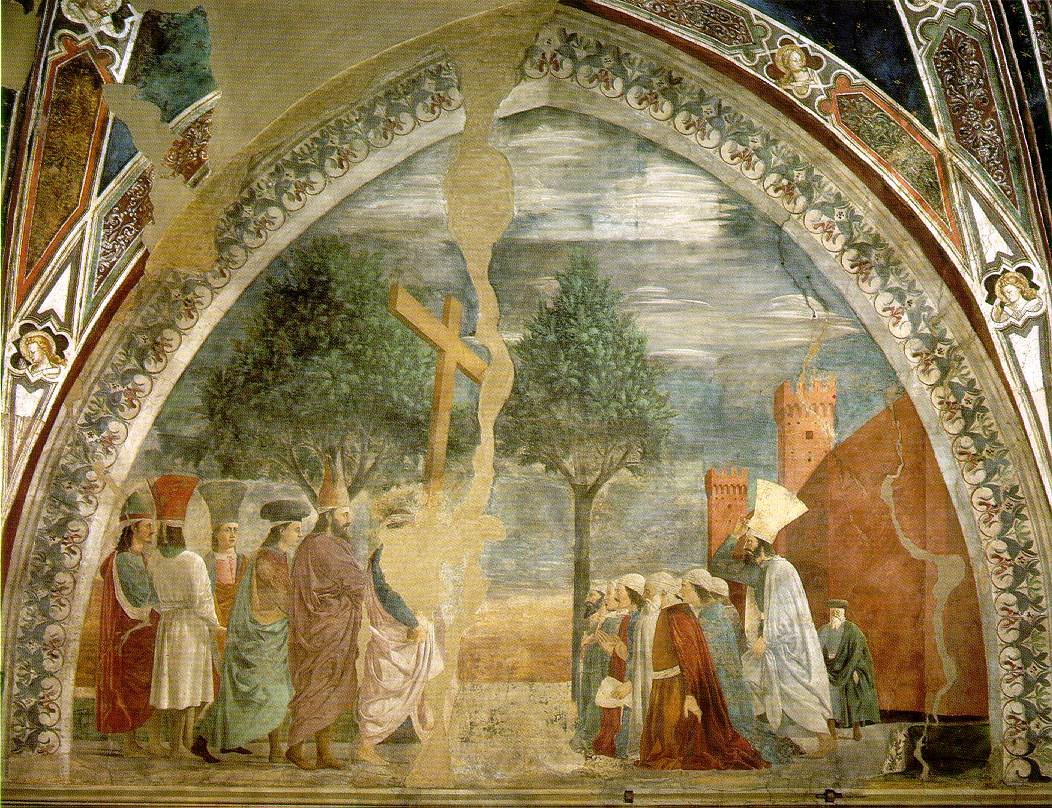
Воздвижение. Фреска Пьеро делла Франческа в церкви г. Ареццо. XV век

Эти праздники возникают в IV веке в Иерусалиме. Вначале в 325—326 года в связи с обретением Креста Господня там устанавливается праздник Воздвижения Честного и Животворящего Креста Господня. Через несколько лет, по завершении строительства ряда храмов (освящены в 335 году) устанавливается праздник Обновления храма Воскресения Христова в Иерусалиме. Поначалу, в IV—VI веках Иерусалимская церковь отмечала эти праздники с наибольшей торжественностью. При этом память Обновления праздновали на протяжении восьми дней, лишь на второй вспоминая Воздвижение как относительно второстепенное событие.
При дальнейшем, начиная с VI века, распространении этих праздников далее на восток вновь воспринимающие их церкви придают вселенское значение воспоминаниям о Воздвижении Креста, с относительным снижением значимости Обновления, которое связано только с главным храмом Иерусалима. В некоторых списках Типикона Великой церкви IX—X веков и в Студийско-Алексиевском Типиконе 1034 года праздник Обновления даже отсутствует. Впоследствии и в Иерусалимском Типиконе Воздвижение выдвигается в число важнейших праздников года, а Обновление получает статус малого праздника.

### Знамение Креста на небе в Иерусалиме
Явление, послужившее причиной установления праздника Знамения Креста, наблюдалось в Иерусалиме на Пятидесятницу в 351 году. Около 3 часов дня в небе возник «сотканный из света» крест, простиравшийся от Голгофы до Масличной горы. Это свечение продолжалось несколько часов, и его видели все жители города. Один из свидетелей, Кирилл Иерусалимский (315—386), незадолго до этого занявший, после Максима, патриаршую кафедру в Иерусалиме, описал событие в письме к римскому императору. Об этом явлении писал и Григорий Нисский (335—394), и уже в V веке Иерусалимская Церковь указывала этот праздник в своём Лекционарии.
Хотя позднейшие расчёты и показали, что в 351 году Пятидесятница пришлась на 19 мая, греческая православная церковь отмечает этот праздник 7 мая. Армянская апостольская церковь (ААЦ) приурочивает праздник Видения Креста (Yerevman Khatch, англ. Apparition of the Cross) к пятому пасхальному воскресенью (28 дней после Пасхи); таким образом, этот праздник оказывается подвижным (в 35-дневном интервале с 19 апреля до 23 мая). В ААЦ в этот день в храмах зачитывают письмо свт. Кирилла, описывающее событие.

### Начало индикта

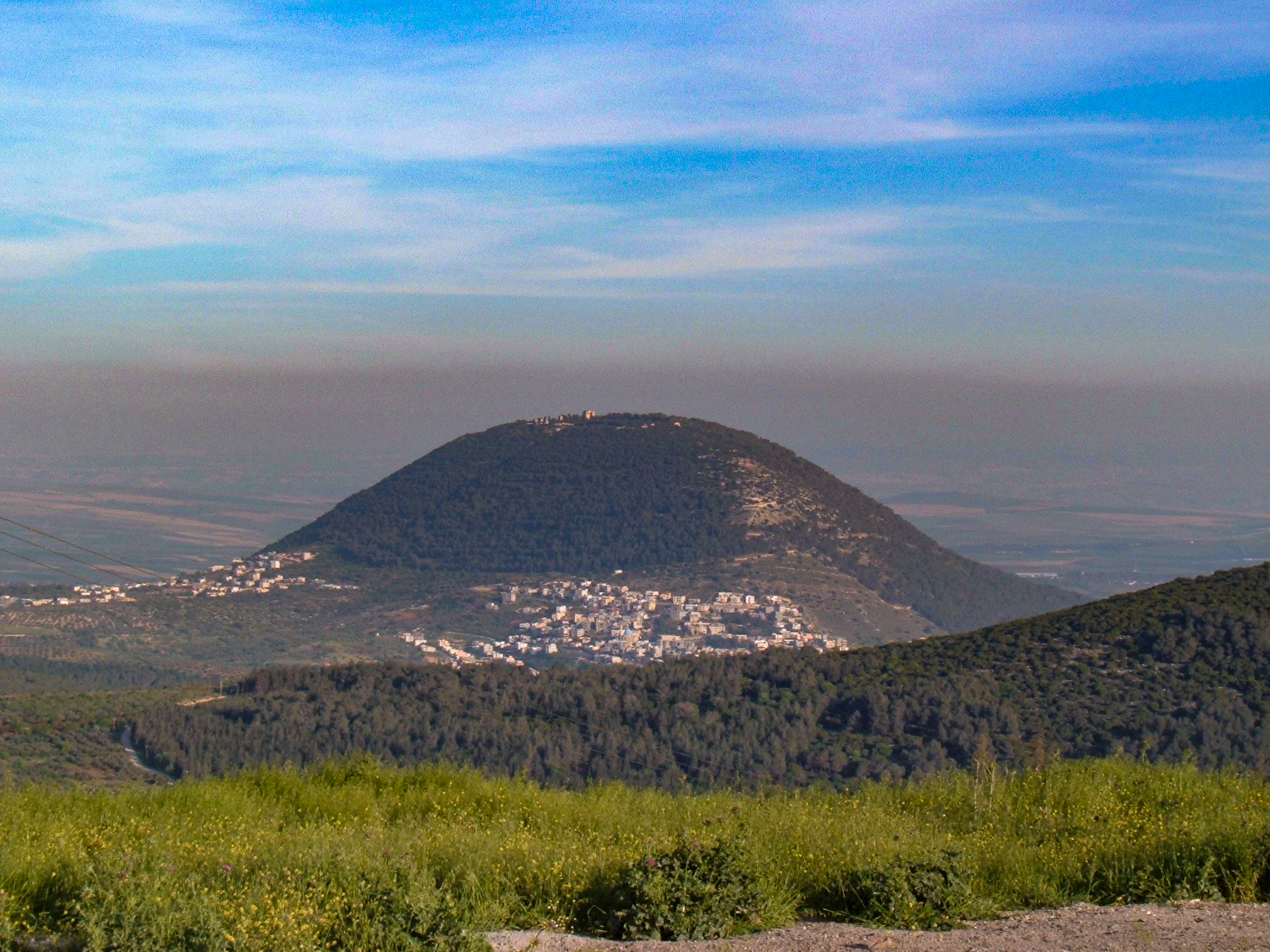
Гора Фавор — место Преображения

Начало индикта (византийское новолетие, первый день церковного года) празднуется 1 сентября. Это — церковное отражение соответствующего светского праздника. Индиктный счёт времени был установлен при Константине Великом (272—337) в 313 году («Православная энциклопедия» называет 312 год). Начало индикта было праздником в Константинопольской Церкви, и как праздник этот день отмечен только в памятниках, относящихся к византийскому обряду.

### Преображение Господне

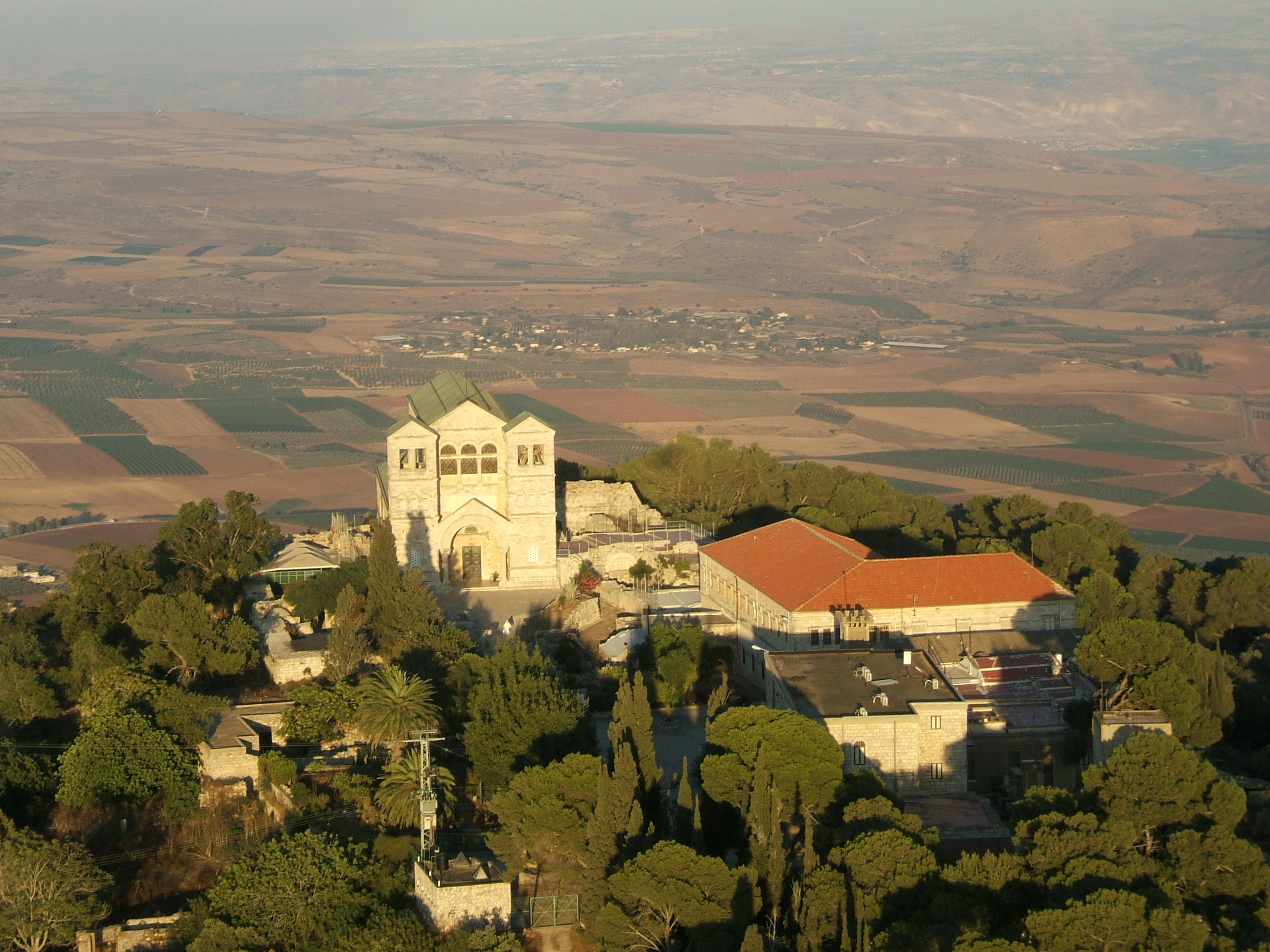
Базилика Преображения на Фаворе, Израиль. Архитектор Антонио Барлуцци, 1924 год.

Праздник Преображения существовал уже в IV веке. В писаниях святых отцов он упоминается, по крайней мере с V века. М. Тархнишвили в 1930-е годы нашёл последование этого праздника в грузинском переводе иерусалимского Лекционария VII—VIII вв.. Н. Н. Глубоковский пишет, что праздник местно отмечался в Палестине со времени, когда императрица Елена построила на горе Фавор храм в честь Преображения. Вклад в гимнографию Преображения сделали Ефрем Сирин, Иоанн Златоуст, Кирилл Александрийский.

### Преполовение Пятидесятницы
Преполовение Пятидесятницы, или Преполовение Господне празднуется через 25 дней после Пасхи, то есть как раз на полпути между Пасхой и Пятидесятницей. Это тоже один из старейших праздников — он упоминается уже в грузинском переводе иерусалимского Лекционария V—VIII веков. Песнопения на Преполовение составили в VIII веке св. Иоанн Дамаскин и Козьма Маюмский (Иерусалимский).
В настоящее время отмечается Православными, а также Восточнокатолическими церквями византийского обряда. Русская Православная церковь совершает в этот день малое водосвятие водных источников. В дореволюционной России жители деревень шли на поля, засеянные хлебом, где священник окроплял нивы освящённой водой, а крестьяне молились о ниспослании обильного урожая.

### Происхождение (Изнесение) честных древ
Слово «происхождение», сохраняемое в имени праздника для обеспечения преемственности, — прежний неточный перевод греч. Πρόοδος, означающего «изнесение», «исхождение». В Константинополе, откуда ведёт свою историю этот праздник, существовал обычай 31 июля переносить крест (точнее, сохранившуюся часть креста Христова) из царского дворца в Великую церковь (собор Святой Софии), после чего с 1 по 14 августа носить его по городу. Не позднее IX века эта традиция обрела статус церковного праздника, отмечаемого с тех пор 1 (14) августа.
Ряд позднейших источников считает, что ношение реликвии по Константинополю, сопровождаясь положенным в эти дни водоосвящением, предупреждало опасность возникновения эпидемий. В праздничные дни на местах, где проносили крест, одновременно служили литии для освящения мест и для отвращения болезней. С распространением Иерусалимского устава на восток день 1 августа — до того только местный праздник Константинополя — стали праздновать повсеместно.

### Перенесение Нерукотворного образа
Нерукотворный образ Спасителя был перенесён из Эдессы в Константинополь в 944 году, при императоре Константине Багрянородном. Установленный в честь этого праздник — в каноническом написании: «Перенесение из Едессы в Константинополь Нерукотворного Образа Господа Иисуса Христа» — отмечается в памятниках Студийского и Иерусалимского уставов. Совершаемый 16 августа, в попразднство Успения Пресвятой Богородицы, этот праздник, вместе со Всемилостивым Спасом 1 (14) августа и Преображением Господа Бога и Спаса нашего Иисуса Христа 6 (19) августа как бы связует весь Успенский пост.

## Господские праздники в православии и католицизме

### Православная церковь

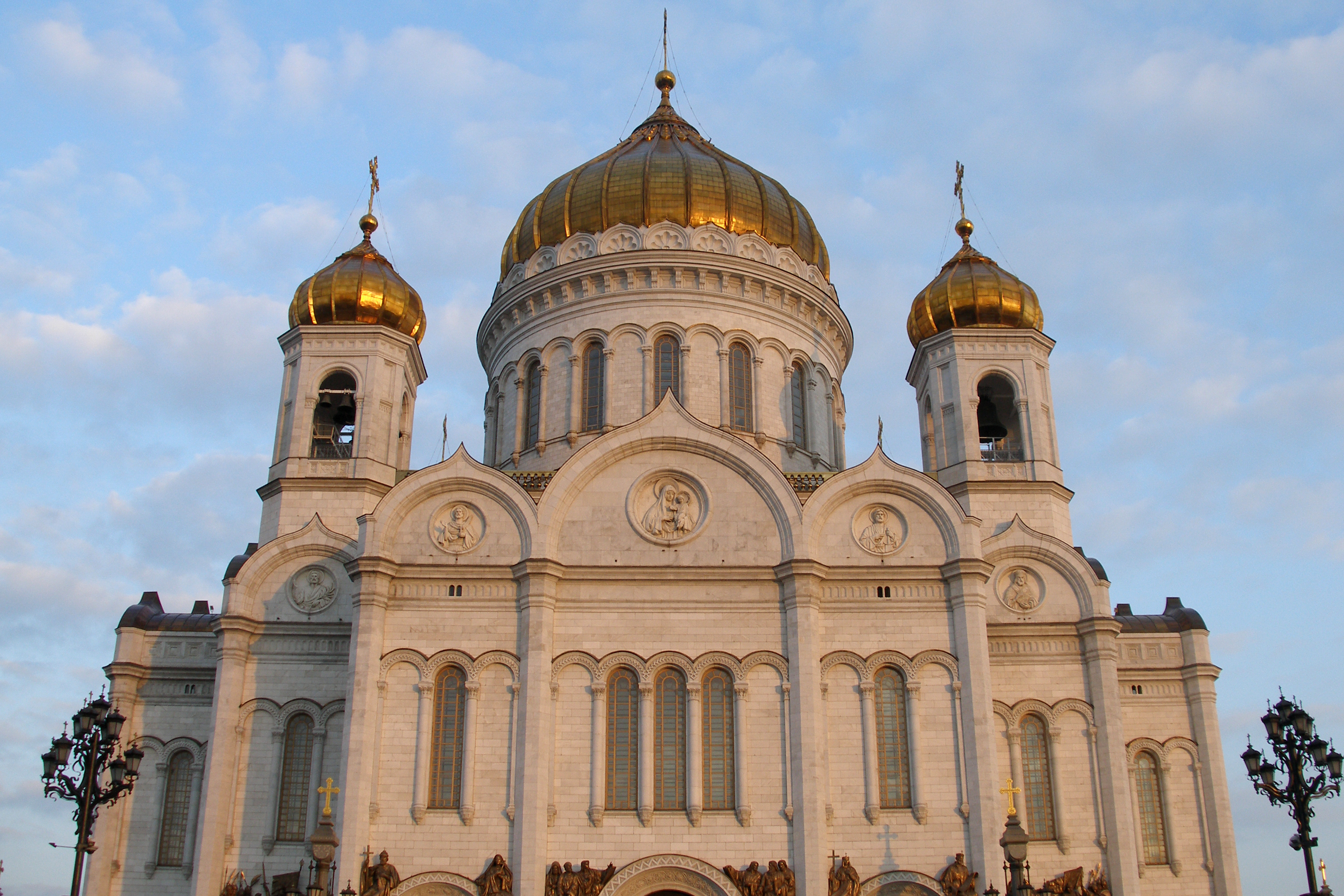
Храм Рождества Христова
(Христа Спасителя), Москва

Восемь Господских праздников относятся Православной церковью к числу великих (двунадесятых) праздников. По хронологии церковного года, который начинается 1 (14) сентября, это:
- Воздвижение Креста Господня — 14 (27) сентября;
- Рождество Христово — 25 декабря (7 января);
- Крещение (Богоявление) — 6 (19) января;
- Сретение Господне — 2 (15) февраля;
- Вход Господень в Иерусалим (переходящий, воскресенье перед Пасхой);
- Вознесение Господне (переходящий, 40-й день после Пасхи, всегда в четверг);
- Троица (Пятидесятница) (переходящий, 50-й день после Пасхи, всегда в воскресенье);
- Преображение Господне — 6 (19) августа.

#### Основные Господские праздники
Таблица, приводящая даты празднования и статус православных Господских праздников, составлена в порядке календаря церковного, то есть начиная с 1 (14) сентября. Рядом со словесным описанием статуса каждого праздника проставлены соответствующие значки, издревле используемые в богослужебных книгах. Об этих значках см. статью «Знаки Типикона».
| Название праздника                                                 | Изображение | Дата празднования                                        | Статус праздника              | Песнопение |
| ------------------------------------------------------------------ | ----------- | -------------------------------------------------------- | ----------------------------- | --- |
| Воздвижение Креста Господня                                        |             | 14 (27) сентября                                         | двунадесятый                  | Тропарь, глас 1 Спаси, Господи, люди Твоя и благослови достояние Твое, победы на сопротивныя даруя и Твое сохраняя Крестом Твоим жительство. Перевод Спаси, Господи, людей Твоих и благослови наследие Твоё, победы верным над неприятелями даруя и Крестом Твоим сохраняя Твой народ.. |
| Рождество Христово                                                 |             | 25 декабря (7 января)                                    | двунадесятый                  | Тропарь, глас 4 Рождество Твое, Христе Боже наш, возсия мирови свет разума, в нем бо звездам служащии звездою учахуся Тебе кланятися, Солнцу Правды, и Тебе ведети с высоты востока. Господи, слава Тебе. Перевод Рождество Твоё, Христе Боже наш, озарило мир светом знания, ибо чрез него звездам служащие звездою были научаемы Тебе поклоняться, Солнцу правды, и знать Тебя, с высоты Восходящее Светило. Господи, слава Тебе!. |
| Обрезание Господне и память Василия Великого                       |             | 1 (14) января                                            | великий недвунадесятый        | Тропарь, глас 1. На Престоле огнезрачнем в Вышних седяй со Отцем Безначальным и Божественным Твоим Духом. благоволил еси родитися на земли, от Отроковицы Неискусомужныя, Твоея Матере, Иисусе, сего ради и обрезан был еси, яко Человек осмодневный. Перевод Иисусе, сидящий с Безначальным Отцом и Божественным Твоим Духом на небесном престоле, сияющем огнём! Ты благоволил родиться на земле от Твоей Матери — не познавшей мужа Отроковицы. Поэтому Ты и принял обрезание, как полагалось всякому человеку в восьмидневном возрасте. |
| Крещение (Богоявление)                                             |             | 6 (19) января                                            | двунадесятый                  | Тропарь, глас 1 Во Иордане крещающуся Тебе, Господи, Тройческое явися поклонение: Родителев бо глас свидетельствоваше Тебе, возлюбленнаго Тя Сына именуя, и Дух в виде голубине извествоваше словесе утверждение. Явлейся Христе Боже и мир просвещей, слава Тебе. Перевод При крещении Твоем во Иордане, Господи, открылось поклонение Троице: ибо голос Родителя свидетельствовал о Тебе, возлюбленным Тебя Сыном именуя, и Дух в виде голубицы подтверждал Его слова непреложность. Явившийся Христе Боже и мир просветивший, слава Тебе!. |
| Сретение Господне                                                  |             | 2 (15) февраля                                           | двунадесятый                  | Тропарь, глас 1 Радуйся, благодатная Богородице Дево, из Тебе бо возсия солнце правды, Христос Бог наш, просвещаяй сущия во тме: веселися и ты, старче праведный, приемый во объятия Свободителя душ наших, дарующаго нам воскресение. Перевод Радуйся, благодатная Богородице Дева, потому что из Тебя воссияло солнце правды — Христос Бог наш, Просвещающий находящихся во тьме (заблуждений и нечестия); веселись и ты, праведный старец, взявший на руки Того, Кто освободил наши души (от смерти) и даровал нам воскресение.. |
| Вход Господень в Иерусалим                                         |             | переходящий, воскресенье перед Пасхой                    | двунадесятый                  | Тропарь, глас 1 Общее воскресение прежде Твоея страсти уверяя, из мертвых воздвигл еси Лазаря, Христе Боже. Тем же и мы, яко отроцы, победы знамения носяще, Тебе, Победителю смерти, вопием: осанна в вышних, благословен грядый во имя Господне! Перевод Удостоверяя, что будет всеобщее воскресение мертвых, Ты, Христос Бог, перед Своими страданиями воскресил Лазаря из мертвых. Поэтому и мы, подобно детям (еврейским), нося знаки победы (жизни над смертью), восклицаем Тебе, Победителю смерти: осанна в вышних, благословен идущий во имя Господне!. |
| Воскресение Христово                                               |             | переходящий, рассчитывается по Пасхалии                  | главный христианский праздник | Стихира, глас 5 Воскресение Твое, Христе Спасе, Ангели поют на небесех, и нас на земли сподоби чистым сердцем Тебе славити. Перевод Воскресение Твое, Христос Спаситель, Ангелы воспевают на небесах: и нас на земле удостой чистым сердцем Тебя славить. Христос воскресе из мертвых, смертию смерть поправ, И сущим во гробех живот даровав, И нам дарова живот вечный, поклоняемся Его тридневному Воскресению. |
| Преполовение Пятидесятницы                                         |             | переходящий, 25-й день после Пасхи                       | малый со славословием         | Тропарь, глас 8 Преполовившуся празднику, жаждущую душу мою благочестия напой водами, яко всем Спасе возопил еси: жаждай да грядет ко Мне и да пиет, источниче жизни нашея Христе Боже, слава Тебе.Перевод В день Преполовения праздника напои мою жаждущую душу водами благочестия. Ибо Ты, Спасе, призвал всех: Жаждущий, иди ко Мне и пей. Слава Тебе, Христе Боже, Источник нашей жизни! |
| Вознесение Господне                                                |             | переходящий, 40-й день после Пасхи, всегда в четверг     | двунадесятый                  | Тропарь, глас 4 Вознеслся еси во славе, Христе Боже наш, радость сотворивый учеником, обетованием Святаго Духа, извещенным им бывшим благословением, яко Ты еси Сын Божий, Избавитель мира. Перевод Вознесся Ты во славе, Христе Боже наш, радости исполнив учеников обещанием Святого Духа, по утверждении их благословением в том, что Ты – Сын Божий, Искупитель мира. |
| Троица (Пятидесятница)                                             |             | переходящий, 50-й день после Пасхи, всегда в воскресенье | двунадесятый                  | Стихира 4, глас 1 Пятидесятницу празднуим, и Духа пришествие, и предложение обещания, и надежди исполнение, и таинство елико, яко велико же и честно. Темже вопием Ти: Содетелю всех Господи, слава Тебе. Перевод Пятидесятницу празднуем и Духа пришествие, и срок осуществления обещания, и надежды исполнение. И какое таинство! Сколь великое и досточтимое! Потому мы взываем Тебе: «Создатель всего, Господи, слава Тебе»! |
| Происхождение честных древ Животворящего Креста Спас Всемилостивый |             | 1 (14) августа                                           | малый со славословием         | Стихиры Креста, глас 4 Днесь радуется верных множество Божественное: является бо Небесный Крест концем, осиявает твердь Светом неприступным, воздух озаряет и земли лице украшает. Поет Божественными песньми Церковь Христова, служит, почитающи свыше ю соблюдающий Крест Божественный и пречудный. Егоже силою укрепляеми, Владыце приступим, зовуще: умири мир и просвети души наша.Перевод В сей день радуется верных множество Божественное: ибо является Небесный Крест концам земли, освещает твердь светом неприступным, воздух озаряет, и лицо земли украшает. Поёт божественные песни Церковь Христова, служение совершает, почитая свыше её охраняющий Крест, Божественный и пречудный. Его силою укрепляемые, к Владыке приступим, взывая: «Умиротвори мир и просвети души наши!». |
| Преображение Господне                                              |             | 6 (19) августа                                           | двунадесятый                  | Тропарь, глас 7 Преобразился еси на горе, Христе Боже, показавый учеником Твоим славу Твою, якоже можаху, да возсияет и нам, грешным, Свет Твой присносущный молитвами Богородицы, Светодавче, слава Тебе. Перевод Преобразился Ты на горе, Христе Боже, показав ученикам Твоим славу Твою, насколько это было для них возможно. Да воссияет и нам, грешным, свет Твой вечный, по молитвам Богородицы; Податель света, слава Тебе!. |

По ныне принятому в Русской православной церкви Типикону, в дни двунадесятых Господских праздников поются только песнопения праздника. В целом устав службы такой же, как и в другие дни, когда совершается всенощное бдение. Чтения на вечерне, утрене и литургии обычно свои для каждого праздника. На литургии поются праздничные антифоны, «Достойно есть» заменяется задостойником (ирмосом 9-й песни праздничного канона с праздничным припевом).
Богослужение в дни перед Рождеством Христовым и Богоявлением отчасти уподобляется богослужению перед Пасхой: за несколько дней до праздника, по аналогии с трипеснцами на утренях и повечериях Страстной седмицы, начинают петь трипеснцы на повечериях, а накануне утром совершается последование Царских часов, составленное по образцу часов Великой пятницы.
Предпразднства Господских праздников — 1 день, за исключением Рождества (5 дней) и Богоявления (4 дня). Вход Господень в Иерусалим не имеет предпразднства, однако песнопения Лазаревой субботы, предваряющей этот праздник, готовят к нему. Поэтому, не имея формальных особенностей предпразднства, Лазарева суббота сама является в известном смысле предпразднством.
Попразднства Господских праздников могут составлять от 1 до 8 дней, не считая дня самого праздника — в зависимости от значения праздника и от близости других праздников. Так, количество дней в попразднстве Сретения Господня зависит от близости Великого поста; не бывает попразднства при совпадении Сретения с сыропустной неделей и т. п. Самое длительное попразднство имеет Пасха — 38 дней (отдание праздника совершается в среду 6-й недели по Пасхе накануне Вознесения Христова).
Праздник Антипасхи включает многие моменты из устава богослужения двунадесятых праздников, не относясь к таковым, и не имеет предпразднства. Обрезание Господне соединяется с памятью свт. Василия Великого, причём именно в честь святителя совершается торжественная служба.
В праздники: Начала индикта, Обновления храма, Преполовения, Происхождения древ Креста, Перенесения Нерукотворного образа Спасителя совершается служба со славословием. При этом в дни Начала индикта, Преполовения и Обновления служится великая вечерня со входом и паремиями. Последования праздников Начала индикта, Обновления, Происхождения древ Креста соединяются с последованиями святых. Праздник Происхождения древ Креста имеет однодневное предпразднство 31 июля (13 августа). Праздник Знамения Креста на небе в Иерусалиме 7 (20) мая, в современном Типиконе имеет шестеричный  знак, то есть относится к самым малым праздникам, без пения великого славословия в конце утрени.

#### Новые Господские праздники на Руси
Несколько новых Господских праздников было установлено на Руси, начиная с XII века.

##### Всемилостивый Спас

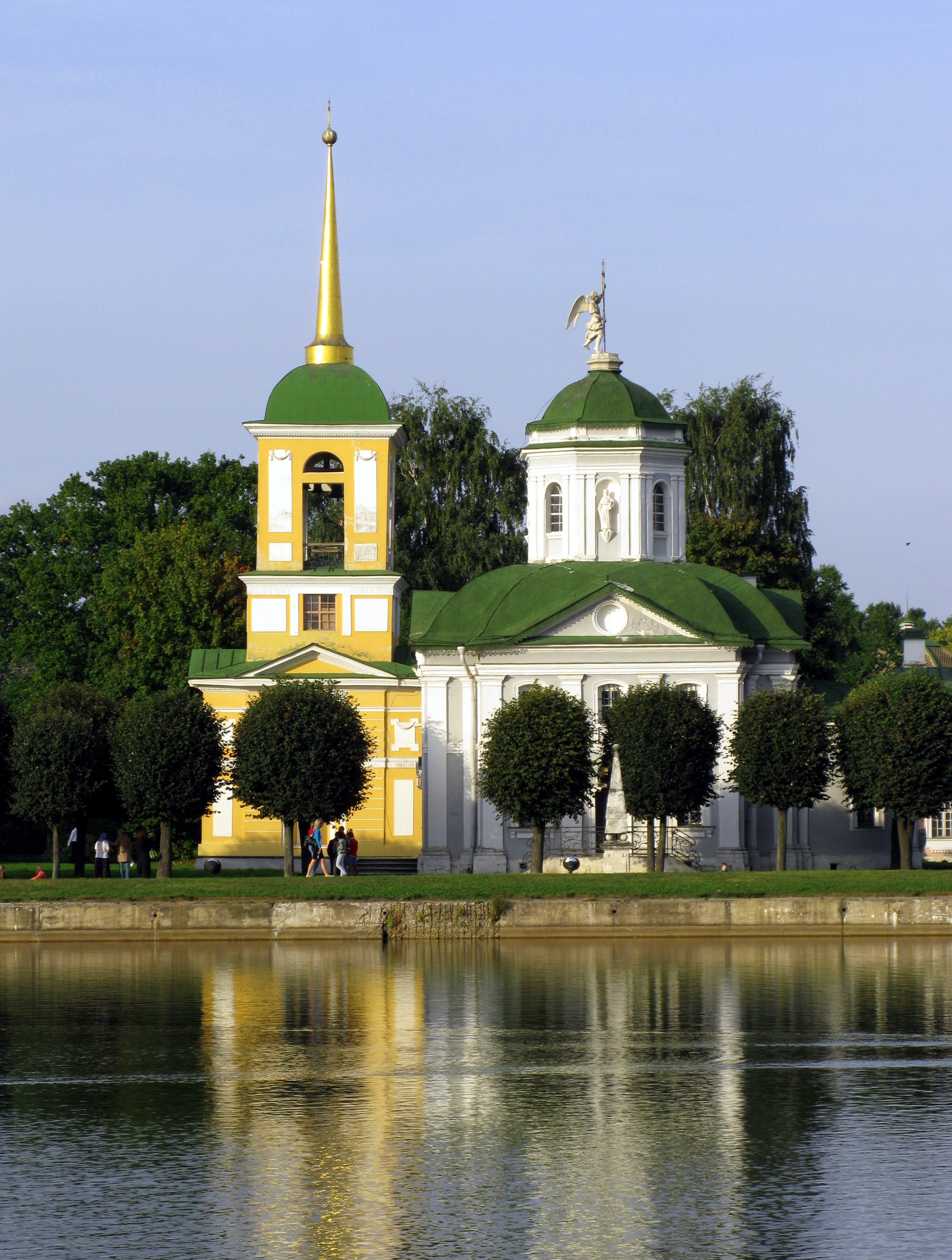
Церковь Спаса Всемилостивого в Кускове

Установление праздника в честь Всемилостивого Спаса и Пресвятой Богородицы (XII век) связывают с победой князя Андрея Боголюбского над волжскими булгарами в 1164 году. Отмечается он 1 (14) августа, в тот же день что и праздник Происхождения честных древ Животворящего Креста.
«Сказание о победе над волжскими болгарами 1164 года и празднике 1 августа», или — как это произведение, датируемое 60-ми годами XII века, озаглавлено в рукописи — «Месяца августа в 1 день празднуем всемилостивому спасу и пречистей его матере», гласит:

Ведети нам есть, братие, о сем възлюбленая еже пантократы день милости божиа празднуемь, благочестивому и благоверному нашему царю князю Андрею уставлеши се праздновати

Напоминая, что так же, 1 августа, византийский император Мануил I Комнин одержал победу над сарацинами (событие имело место за 4 года до этого, в 1160 году), «Сказание» приписывает учреждение нового церковно-государственного праздника Владимирской Руси не только лично князю Андрею Боголюбскому, но и византийским иерархам — самому императору Мануилу, патриарху Луке, а также грекам — киевскому митрополиту Константину и ростовскому епископу Нестору. Однако в памятниках того времени упоминаний об этом празднике пока не обнаружено. В русских источниках праздник упоминается в Кондакаре конца XII — начала XIII века; полное его гимнографическое последование имеется в Иерусалимском уставе XV века.

Положение Ризы Господней в Успенском соборе Московского Кремля

Одновременное почитание в этот праздник и Богоматери связано с тем, что в редакции Сказания, читаемой в составе Лаврентьевской летописи (опубликована В. О. Ключевским по списку Минеи; по мнению академика Рыбакова, датируется началом 70-х годов XII века), победа 1164 года трактуется как новое чудо Владимирской иконы Богоматери.

##### Положение Ризы Господней
Риза Спасителя была доставлена в Москву в 1625 году в качестве дара царю Михаилу Фёдоровичу от персидского шаха Аббаса I. После исследования, в проведении которого участвовал Патриарх Филарет, 10 июля того же года ризу торжественно поместили в ковчег в московском Успенском соборе. Службу этому празднику, получившему название «Положение честной Ризы Господа нашего Иисуса Христа в Москве», составил Киприан, Митрополит Крутицкий и Коломенский. Вскоре после установления праздника его чинопоследование напечатали отдельной книгой.
Праздник отмечается 10 (23) июля. Поскольку реликвия прибыла в Успенский собор 27 марта, а день этот в 1625 году приходился на Крестопоклонную неделю, в июльский праздник ризположения полагается также и служба Животворящему Кресту Господню.

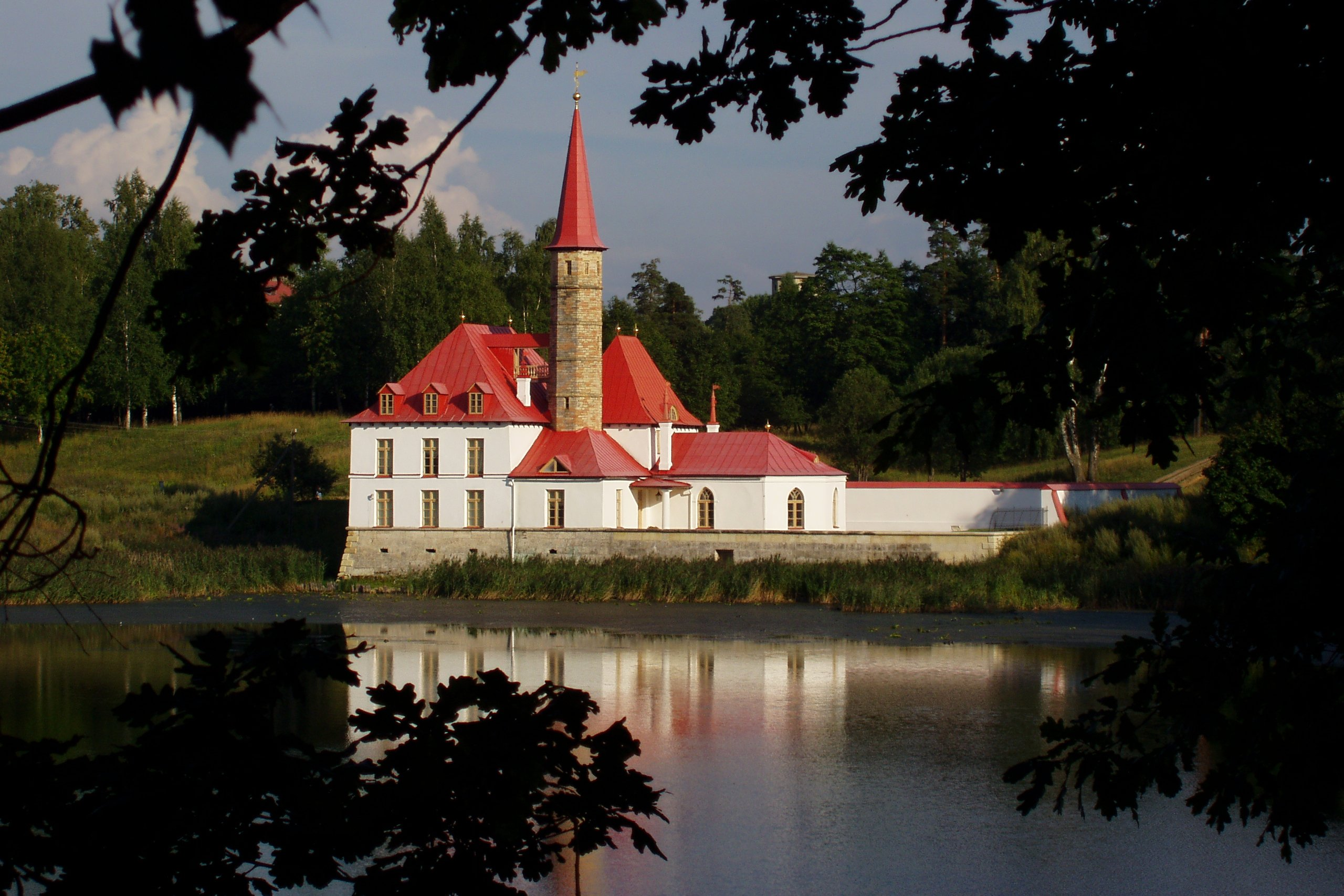
Приоратский дворец в Гатчине, где Павел I принял святыни госпитальеров

##### Перенесение в Гатчину части Креста Господня
В 1799 году при императоре Павле I с Мальты в Гатчину была доставлена частица древа Животворящего Креста Господня, Десница Иоанна Крестителя и Филермская икона Божией Матери.

Память этого события отмечается 12 (25) октября в русской и в ряде других автокефальных поместных православных церквей, в том числе в Сербской. В этот день вспоминается прежде всего пророк Иоанн Предтеча, однако специального богослужебного последования этот праздник не имеет.

### Католическая церковь

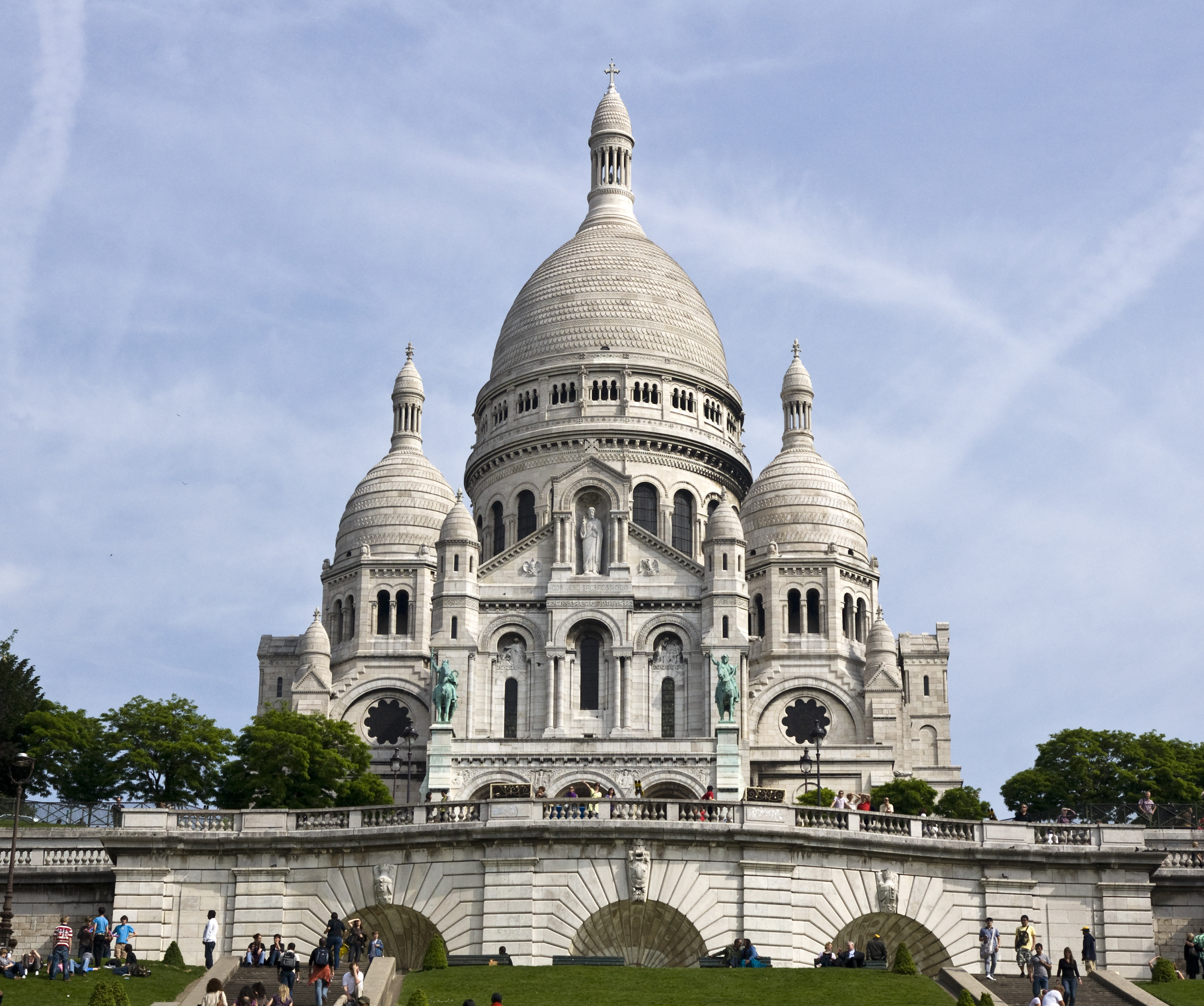
Базилика Сердца Христова, Париж
(Сакре-Кёр, Sacré-Cœur)

На раннем этапе набор Господских праздников в латинской традиции почти не отличался от византийской традиции. В Средние века и Новое время вводится ряд новых праздников догматического содержания — Тела Христова, Христа Царя Вселенной, Сердца Иисусова. До литургической реформы все Господские праздники в католической церкви относились к первым трём из шести разрядов праздников:
- duplicia I classis primaria (с октавой) — например, Пасха;
- duplicia I classis secundaria (без октавы) — например, Сердце Иисусово;
- duplicia II classis — например, Обрезание Господне;
- duplicia majora — например, Преображение.

По новой классификации, введённой реформами Второго Ватиканского собора, имеются два разряда:
- sollemnitates («торжества») — например, Пасха, Тело Христово;
- festa («праздники») — например, Преображение, Воздвижение Креста.

Служба на эти праздники может включать одну или две вечерни, несколько особых чтений из Священного Писания, собственные гимны и т. д. Некоторым праздникам (например, Рождеству Христову) предшествуют вигилии; некоторые дни празднования привязаны к воскресеньям.

#### Основные Господские праздники
В число праздников, соответствующих определению Господских, входят:
| Название праздника                                                                                        | Изображение | Дата празднования                                                                        | Статус ——— литург. цвет | Молитвы, гимны, песнопения |
| --- | ----------- | ---------------------------------------------------------------------------------------- | ----------------------- | --- |
| Богоявление лат. Epiphaniæ Domini День Трёх царей                                                         |             | 6 января                                                                                 | Торжество               | Интроит Боже, в этот день Ты явил язычникам Единородного Твоего сына, звездою указав им путь. Милостиво помоги и нам, верою познавшим Тебя, достичь созерцания величия Твоего. Через Господа нашего Иисуса Христа, Твоего Сына, Который с Тобою живёт и царствует в единстве Святого Духа, Бог, во веки веков.Оригинальный текст (лат.)Deus, qui hodierna die Unigenitum tuum gentibus stella duce revelasti: concede propitius; ut qui iam te ex fide cognovimus, usque ad contemplandum speciem tuæ cælestis perducamur. Per eumdem Dominum nostrum Iesum Christum, Filium tuum, qui tecum vivit et regnat in unitate Spiritus Sancti Deus, per omnia sæcula sæculorum .— Григорий Великий.                                                                                            |
| Крещение Господне лат. Baptismate Domini                                                                  |             | воскресенье за Богоявлением.                                                             | Праздник                | Интроит Всемогущий, вечный Боже, после крещения Иисуса в водах иорданских и сошествия на Него Святого Духа Ты провозгласил Его Возлюбленным Сыном Своим. Помоги нам, усыновлённым детям Твоим, возродившимся от воды и Святого Духа, всегда быть угодными Тебе….Оригинальный текст (лат.)Omnípotens sempitérne Deus, qui in dilécto Fílio tuo, universórum rege, ómnia instauráre voluísti, concéde propítius, ut tota creatúra, a servitúte liberáta, tuæ maiestáti desérviat ac te sine fine collátidet. Per Dóminum nostrum Iesum Christum, Fílium tuum, qui tecum vivit et regnat in unitáte Spíritus Sancti, Deus, per ómnia sæcula sæculórum |
| Сретение Господне лат. Praesentatione Domini                                                              |             | 2 февраля                                                                                | Праздник                | Песнь Симеона Богоприимца Ныне отпускаешь раба Твоего, Владыко, по слову Твоему, с миром, ибо видели очи мои спасение Твое, которое Ты уготовал пред лицем всех народов, свет к просвещению язычников и славу народа Твоего Израиля.Оригинальный текст (лат.)Nunc dimittis servum tuum, Domine Secundum verbum tuum in pace: Quia viderunt oculi mei salutare tuum Quod parasti ante faciem omnium populorum: Lumen ad revelationem gentium, Et gloriam plebis tuæ Israel.— Лк.2:29-32 |
| Пальмовое воскресенье лат. Dominica in Palmis de passione Domini                                          |             | 6-е воскресенье Великого поста                                                           | Праздник                | гимн Слава, хвала и честь Тебе подобают, Царю Христос, наш Искупитель Уста детей поют Тебе осанну. Царю Израилев и царский сын Давидов, Во имя Господа грядущий Благословенный царь.Оригинальный текст (лат.)Gloria, laus et honor, tibi sit, Rex Christe Redemptor: Cui puerile decus prompsit Hosanna pium. Israel es tu Rex, Davidis et inclita proles: Nomine qui in Domini, Rex benedicte, venis..— Теодульф Орлеанский |
| Воскресение Христово Пасха лат. Resurrectionis Iesu Christi, Pascha                                       |             | воскресенье после первого полнолуния, начиная с 20 марта                                 | Торжество               | Exsultet Это ночь, когда тьму греховную рассеял столп света. Это ночь, которая ныне во всём мире верующих во Христа, освобождённых от мирских пороков и тьмы греховной, возвращает к благодати и собирает в общение святых. Это ночь, когда, разрушив узы смерти, Христос от ада взошёл победителем. Ибо тщетным было бы наше рождение, если бы Он не искупил нас!Оригинальный текст (лат.)Hæc igitur nox est, quæ peccatorum tenebras, columnæ illuminatione purgavit. Hæc nox est, quæ hodie per universum mundum, in Christo credentes, a vitiis sæculi, et caligine peccatorum segregatos, reddit gratiæ, sociat sanctitati. Hæc nox est, in qua destructus vinculis mortis, Christus ab inferis victor ascendit. Nihil enim nobis nasci profuit, nisi redimi profuisset..           |
| Вознесение Господне лат. Ascensionis Domini                                                               |             | 40-й день от Пасхи                                                                       | Торжество               | Молитва над дарами Прими, Господи, нашу смиренную Жертву в день славного Вознесения Сына Твоего и в этом святом обмене дарами удостой нас благодати, чтобы наш дух вознёсся к небесной радости. Через Христа, Господа нашего.Оригинальный текст (лат.)Fac nos, omnípotens Deus, sanctis exsultáre gáudiis et pia gratiárum actióne lætári, quia Christi Fílii tui ascénsio est nostra provéctio, et, quo procéssit glória cápitis, eo spes vocátur et córporis. Per Dóminum nostrum Iesum Christum…. |
| Пятидесятница лат. Pentecoste                                                                             |             | 50-й день от Пасхи                                                                       | Торжество               | Молитва после причащения Господи, да освятят Нас принятые нами Дары, чтобы мы горели огнём Духа Святого, который чудесным образом сошёл на апостолов. Через Христа, Господа нашего |
| Пресвятая Троица лат. Sanctissimae Trinitatis                                                             |             | Первое воскресенье после Пятидесятницы                                                   | Торжество               | Коллекта Боже Отче, послав в мир Слово истины и Духа освящения, Ты явил людям чудесную Свою тайну; дай нам в исповедании истинной веры познать славу вечной Троицы и почтить Единство Божественных лиц в могуществе их величия. Через Господа нашего Иисуса Христа, Твоего Сына, который с Тобою живёт и царствует в единстве Святого Духа, Бог, во веки веков.Оригинальный текст (лат.)Deus Pater, qui, Verbum veritátis et Spíritum sanctificatiónis mittens in mundum, admirábile mystérium tuum homínibus declarásti, da nobis, in confessióne veræ fídei, ætérnæ glóriam Trinitátis agnóscere, et Unitátem adoráre in poténtia maiestátis. Per Dóminum nostrum Iesum Christum, Fílium tuum, qui tecum vivit et regnat in unitáte Spíritus Sancti, Deus, per ómnia sæcula sæculórum. |
| Пресвятое Тело и Кровь Христа лат. Festum Corpus et Sanguinis Christi, лат. Corpus Domini, Corpus Christi |             | Четверг после Троицына дня                                                               | Торжество               | Возноси, Сион, хваленья, Гимны, славу, песнопенья Нашему Спасителю, Чьё величие превыше Похвалы любой и высшей Пастырю, Учителю.Оригинальный текст (лат.)Lauda Sion Salvatorem, lauda ducem et pastorem, in hymnis et canticis. Quantum potes, tantum aude: quia maior omni laude, nec laudare sufficis.— Фома Аквинский (1225–1274). Перевод Ольги Лебедевой |
| Пресвятое Сердце Иисуса лат. Ss.mi Cordis Iesu                                                            |             | Пятница после второго воскресенья от Пятидесятницы                                       | Торжество               | Молитва над Дарами Господи, обрати взор Твой на неизречённую любовь Сердца Твоего Сына, чтобы приносимая нами Жертва была для Тебя благоприятным даром, а для нас — умилостивлением за грехи. Через Христа, Господа нашего.Оригинальный текст (лат.)Concéde, quæsumus, omnípotens Deus, ut qui, dilécti Fílii tui corde gloriántes, eius præcípua in nos benefícia recólimus caritátis, de illo donórum fonte cælésti supereffluéntem grátiam mereámur accípere. Per Dóminum nostrum Iesum Christum…. |
| Преображение Господне лат. Transfiguratione Domini                                                        |             | 6 августа                                                                                | Праздник                | Входное песнопение В облаке светлом Дух святой явился, и слышен был глас Отца: «Се есть Сын Мой Возлюбленный, в Котором Моё благоволение; Его слушайте».Оригинальный текст (лат.)Nubes lúcida obumbrávit eos; et ecce vox de nube, dicens: Hic est Fílius meus diléctus, in quo mihi complácui; ipsum audíte. |
| Воздвижение Креста Господня лат. Exaltatione Sanctae Crucis                                               |             | 14 сентября                                                                              | Праздник                | Входное песнопение Нам же подобает хвалиться крестом Господа нашего Иисуса Христа, в котором спасение, жизнь и воскресение наше, и через который мы спасены и освобождены.Оригинальный текст (лат.)Nos autem gloriari oportet in cruce Domini nostri Jesus Christi in quo est salus, vita et resurectio nostra: per quem salvati et liberati sumus. |
| Христа Царя Вселенной лат. Domini Nostri Iesu Christi Universorum Regis                                   |             | Последнее воскресенье Рядового времени                                                   | Праздник                | Интроит Всемогущий вечный Боже, пожелавший всё обновить в Возлюбленном Сыне Твоём, Царь вселенной, соделай, чтобы каждое творение, избавленное от греха, всегда служило величию Твоему и непрестанно славословило Тебя. Через Господа нашего Иисуса Христа, Твоего Сына, который с Тобою живёт и царствует в единстве Святого Духа, Бог, во веки веков.Оригинальный текст (лат.)Omnípotens sempitérne Deus, qui in dilécto Fílio tuo, universórum rege, ómnia instauráre voluísti, concéde propítius, ut tota creatúra, a servitúte liberáta, tuæ maiestáti desérviat ac te sine fine collátidet. Per Dóminum nostrum Iesum Christum, Fílium tuum, qui tecum vivit et regnat in unitáte Spíritus Sancti, Deus, per ómnia sæcula sæculórum                                                |
| Рождество Христово лат. Nativitate Domini                                                                 |             | 25 декабря                                                                               | Торжество               | Тропарь Рождество Твоё, Христе Боже наш, показало миру свет знания, ибо через него служащие звёздам сами были научены звездой поклоняться Тебе, Солнцу правды, и знать Тебя, с высоты Востока. Господи, слава Тебе!Оригинальный текст (англ.)Thy nativity, O Christ our God, has shown to the world the light of wisdom; for by it, those who worshipped the stars were taught by a star to adore Thee the Sun of Righteousness, and to know Thee, the Orient from on high. O Lord, glory to Thee. |
| Святое семейство лат. S. Familiae Iesu, Mariae et Ioseph                                                  |             | первое воскресенье после Рождества Если Рождество выпадает на воскресенье, то 30 декабря | Праздник                | Интроит Боже, Ты соблаговолил явить верующим пример Святого Семейства. Помоги и нам преуспевать в семейных добродетелях и укрепи между нами узы любви, чтобы в будущем веке мы вступили в вечную радость дома Твоего….Оригинальный текст (лат.)Domine Iesu Christe, qui Mariae et Ioseph subditus, domesticam vitam ineffabilibus virtutibus consecrasti: fac nos, utriusque auxilio, Familiae sanctae tuae exemplis instrui; et consortium consequi sempiternum: Qui vivis et regnas cum Deo Patri in unitate Spiritus Sancti Deus, per omnia saecula saeculorum.. |

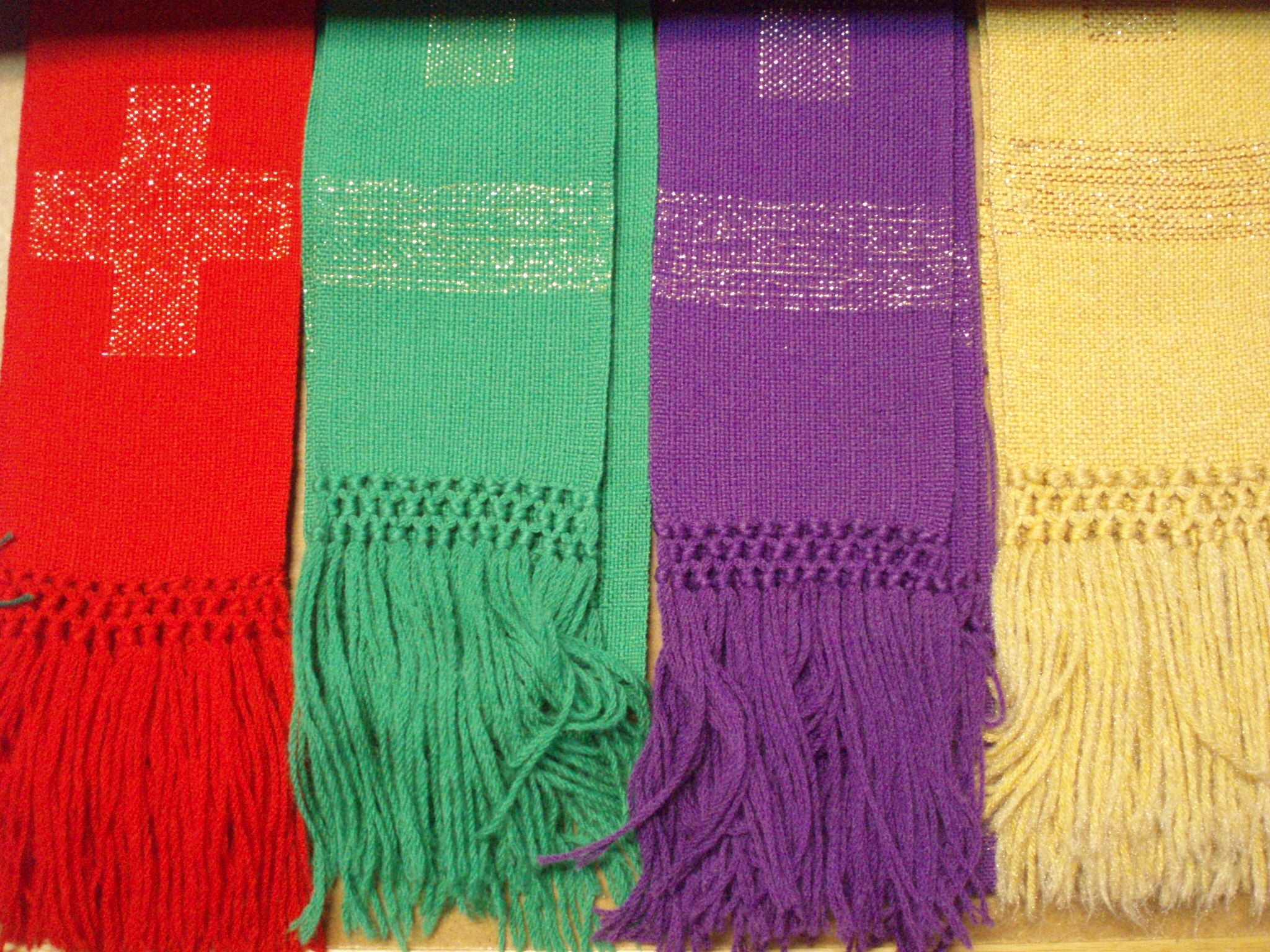
Столы стандартных литургических цветов

В таблице цвета литургических облачений священнослужителей для каждого праздника указаны на основании п. 346 принятых Конгрегацией 6 ноября 2003 года в Риме (протокол 795/02/L) предписаний для епископатов Польши:

а) белый цвет … на Пасху и Рождество, в выходные и дни праздничных воспоминаний о Господе, кроме страстных…

б) красный цвет … на страстной неделе, в Великую пятницу, в Троицын день…

в) зелёный цвет … в мессах в обычное время.

г) фиолетовый цвет … во время Адвента и Великого поста…

д) чёрный цвет может быть использован в поминальных службах.

е) розовый цвет … можно использовать в третье воскресенье Адвента и четвёртое воскресенье Великого поста…
Оригинальный текст (пол.)346. …a) Koloru białego używa się w Oficjach i Mszach Okresu Wielkanocnego i Narodzenia Pańskiego; w święta i wspomnienia Chrystusa Pana, z wyjątkiem tych, które dotyczą Jego Męki…

b) Koloru czerwonego używa się w Niedzielę Męki Pańskiej, w Wielki Piątek, w niedzielę Zesłania Ducha Świętego, w Mszach ku czci Męki Pańskiej, w główne święta Apostołów i Ewangelistów i w dni Świętych Męczenników.

c) Koloru zielonego używa się w Oficjach i Mszach Okresu Zwykłego.

d) Koloru fioletowego używa się w okresie Adwentu i Wielkiego Postu. Można go również stosować w Oficjach i Mszach za zmarłych.

e) Koloru czarnego można używać w Mszach za zmarłych.

f) Koloru różowego, jeśli jest taki zwyczaj, można używać w niedzielę Gaudete (3. Adwentu) i w niedzielę Laetare (4. Wielkiego Postu).

g) W dni bardziej uroczyste można używać okazalszych szat liturgicznych, chociaż nie są w kolorze dnia..

#### Новые Господские праздники в католицизме
В середине XIX — начале XX века папы римские ввели ряд новых праздников, пополнивших разряд Господских по признаку их посвящённости Иисусу Христу.

##### Святейшего Сердца Иисуса

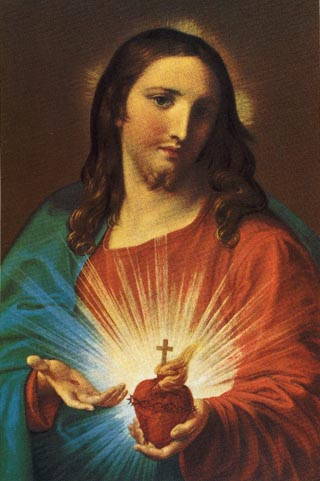
Святое Сердце Иисуса. П. Батони (Италия), XVIII век

Праздник Святейшего Сердца Иисуса был утвержден папой Климентом XIII в 1765 году и установлен папой Пием IX как общецерковный, общекатолический в 1856 году. Отмечается он в пятницу, на восьмой день после праздника Тела и Крови Христовых и на двенадцатый день после Дня Святой Троицы.
Католическая энциклопедия отмечает, что почитание Сердца Иисуса, отсутствующее на протяжении первых 1000 лет христианства, восходит лишь к XI—XII векам, когда первые признаки этого начинают проявляться в монастырях бенедиктинцев и цистерцианцев. На протяжении последующих столетий, вплоть до XVI века, это почитание выражалось, в той или иной форме, также у францисканцев, доминиканцев, картезианцев и ряда других, но каждый раз эти традиции не выходили за пределы той или иной конгрегации. В XVI веке, во многом благодаря ордену иезуитов, культ Сердца Иисуса достигает высшей точки, и в 1672 году Жан Эд (фр. Jéan Eudes) — французский миссионер, выпускник коллежа иезуитов в Кайенне — получил от епископа разрешение отслужить первую мессу о Сердце Иисуса. После этого на протяжении многих десятилетий Франция становится источником многочисленных инициатив об установлении этого праздника, но лишь в 1765 году Рим, наконец, уступает этим ходатайствам, и епископат Франции получает такое разрешение. Почти через 100 лет, вновь по настоятельным требованиям французских епископов  папа Пий IX делает этот праздник общекатолическим. В 1889 году Лев XIII повышает статус праздника до duplicia I classis (двойного первоклассного).

##### Христа Царя Вселенной

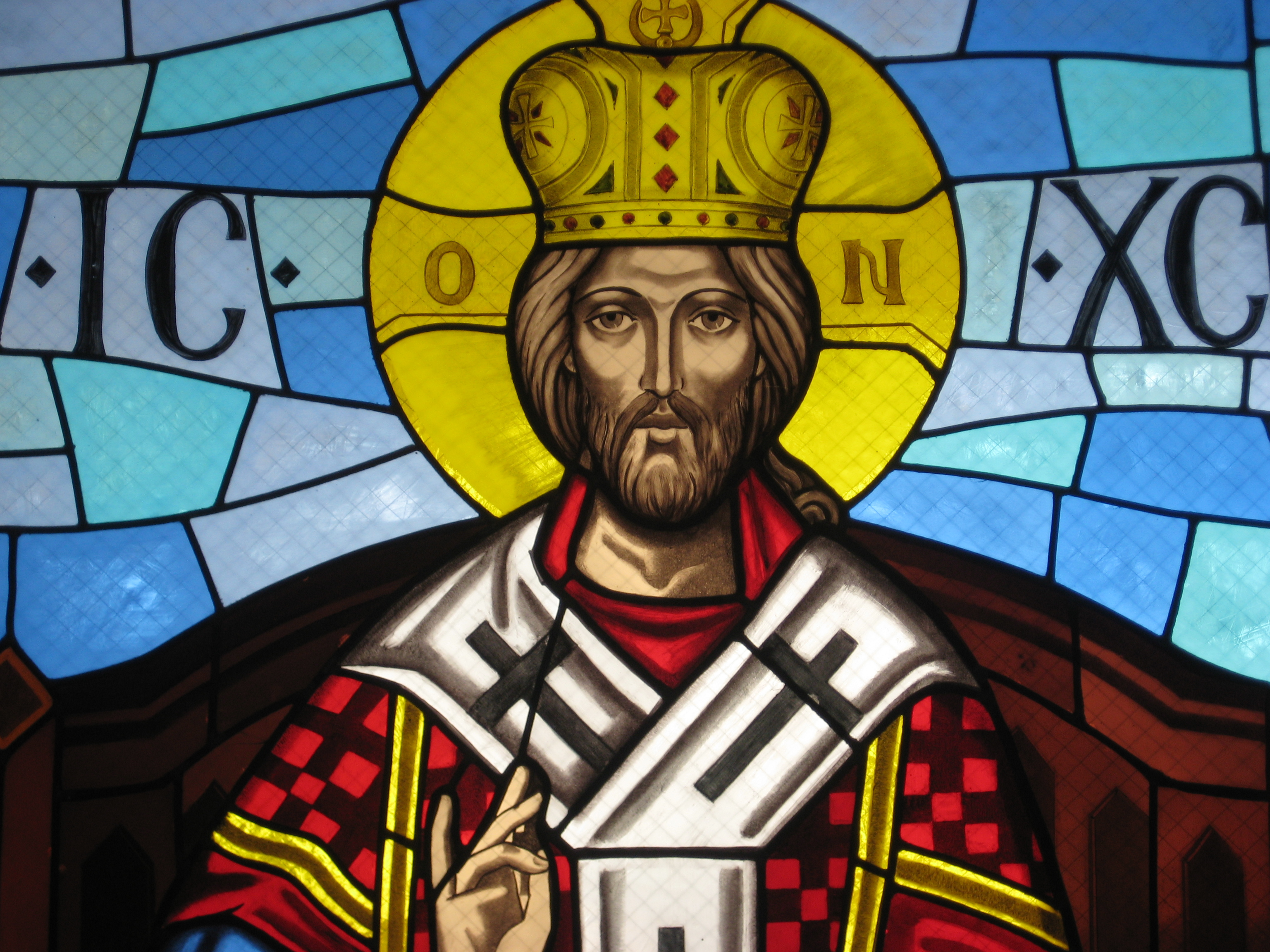
Витраж храма в пригороде Бостона, изображающий Христа-царя в регалиях византийского императора. США, 1966 год.
Ср. «Великий Архиерей» в православной иконографии

Под названием «Царствования Христа» (англ. Kingship of Our Lord Jesus Christ) праздник был установлен папой Пием XI. В энциклике Quas Primas (11 декабря 1925 года) понтифик, в частности, сказал:

6. …присоединиться к желанию многих кардиналов, епископов и верующих, которое они выражали в индивидуальных и коллективных обращениях, — завершить этот Святой Год включением в Священную Литургию специального праздника — Царствования Господа нашего Иисуса Христа… 
29. …последнее воскресенье октября кажется наиболее удобным для всех этих задач, потому что это конец литургического года…Оригинальный текст (англ.)6. …to accede to the desire of many of the Cardinals, Bishops, and faithful, made known to Us both individually and collectively, by closing this Holy Year with the insertion into the Sacred Liturgy of a special feast of the Kingship of Our Lord Jesus Christ…
29. …The last Sunday of October seemed the most convenient of all for this purpose, because it is at the end of the liturgical year…
— Quas Primas. 1925 год.
|}В 1969 году папа Павел VI переименовал праздник, назвав его лат. D. N. Iesu Christi universorum Regis — Господа Бога нашего Иисуса Христа, царя Вселенной. Он также сдвинул его на последнее воскресенье литургического года (самая ранняя дата 20 ноября) и присвоил этому празднику высший статус торжества (лат. Sollemnitas).

##### Святое семейство

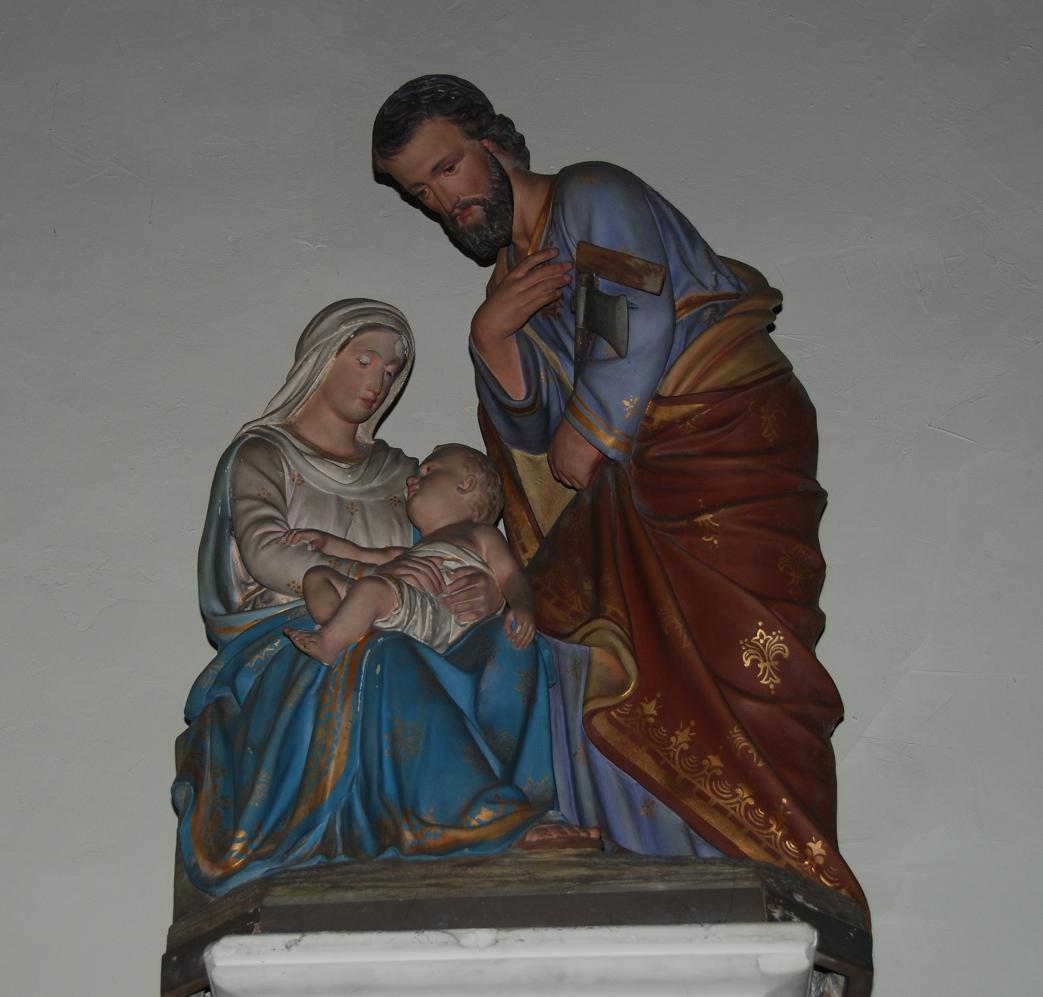
Святое семейство. Скульптура в церкви города Веллен (провинция Лимбург), Бельгия.

Каноническое название праздника: «Святое Семейство — Иисус, Мария и Иосиф» (лат. Sancta Familiae Iesu, Mariae et Ioseph, обиходное «Святое Семейство»). Праздник появился в литургическом календаре сравнительно недавно. Папа римский Лев XIII установил его чуть более века назад — в 1893 году, определив его на третье воскресенье после Богоявления. В 1920 году папа Бенедикт XV переместил праздник на две недели вперёд, то есть на первое воскресенье после Богоявления.
Точкой отсчёта традиции почитания Святого Семейства в Римско-католической церкви Католическая энциклопедия берёт создание епископом Новой Франции Франсуа де Лавалем (1623—1708) в Квебеке Собратства Святого семейства (фр. Confrérie de la Sainte-Famille). Дата создания этого учреждения, по биографии Лаваля, — 14 марта 1665 года.
Праздник не имеет статуса дня обязательного посещения церкви, но таковым является воскресенье — на которое после реформы 1962 года установили этот праздник. Если же воскресенье выпадало на 13 января, то праздник переходил на день Крещения Господня, взамен последнего. В 1969 году праздник перенесли на воскресенье в пределах октавы Рождества, но до Нового года. Если воскресенье выпадает на Рождество, то праздник относят на 30 декабря.

##### Святейшее Имя Иисуса
В числе 11 новых литургических празднований, введённых Апостольским престолом после II Ватиканского собора со статусом факультативного дня памяти (лат. memoria ad libitum) — праздник Святейшего имени Иисуса, установленный на 3 января. При этом «Всеобщие нормы о литургическом годе и календаре» говорят также о воспоминании наречения Святейшего Имени Иисуса и 1 января — в октаве Рождества.

## Господские праздники в древневосточных церквях

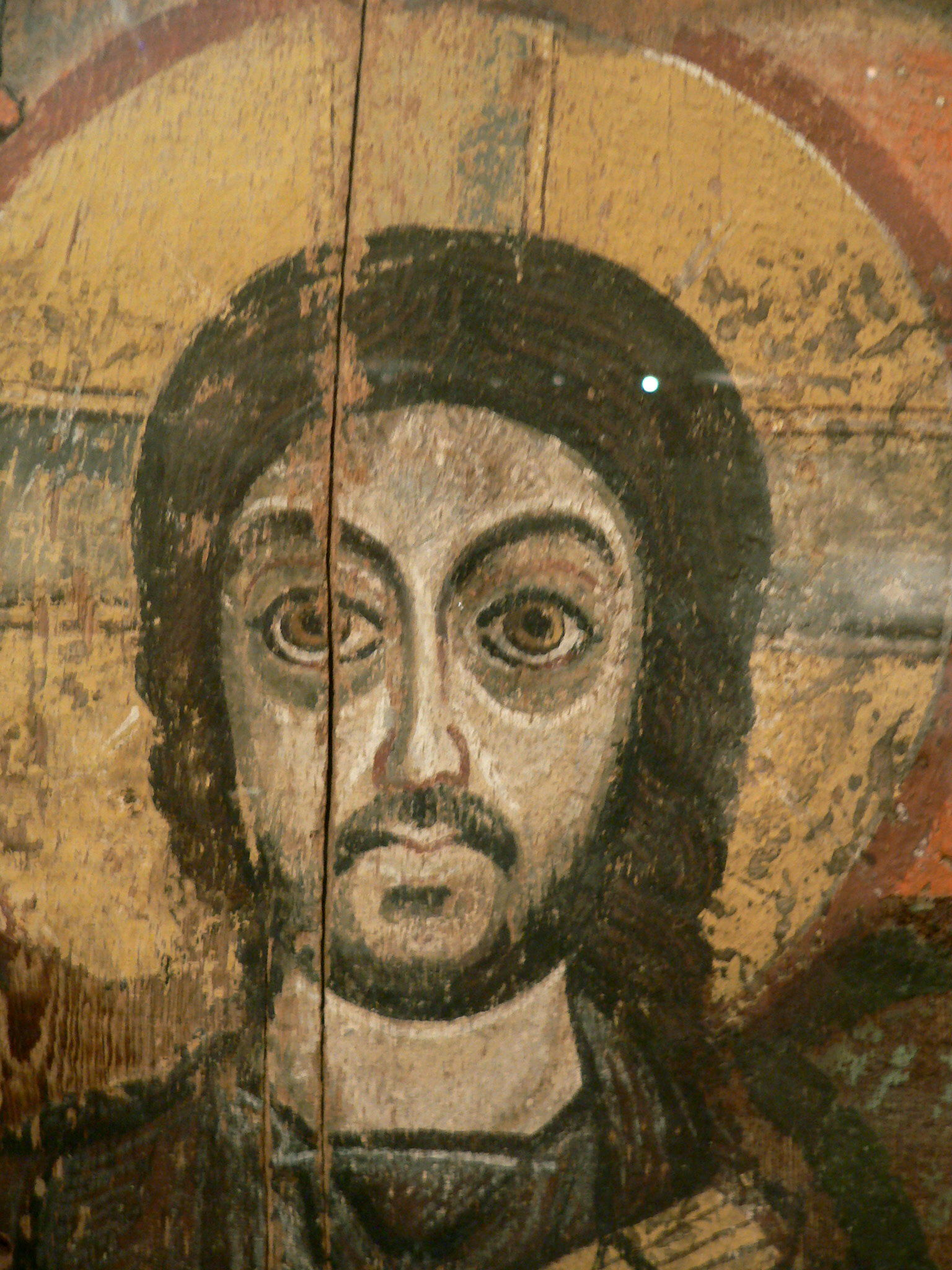
Иисус Христос.
Коптская икона VII—VIII века

Древневосточные православные церкви (также нехалкидонские; калька с англ. oriental — «ориентальные», то есть восточные) — независимые христианские церкви. Появившись в первые века распространения христианства, они исповедуют вероучительные догматы первых трёх Вселенских соборов. Точкой отсчёта расхождений с византийской и римскими традициями стал IV (Халкидонский) Вселенский собор 451 года, в связи с чем в терминологии православных и католических теологов называются также дохалкидонскими (нехалкидонскими церквями).
Толкование «православия», «католицизма» и ряда других экклесиологических понятий самими Древневосточными православными церквями может отличаться от принятого в церквях Римско-католической и Православной. С другой стороны, экклесиология последних, а также светское востоко- и религиоведение могут по-разному формировать список древневосточных церквей. Ниже в ряду древневосточных православных церквей будут рассмотрены шесть монофизитских церквей: Армянская апостольская, Коптская, Эфиопская, Эритрейская, Сирийская (Сиро-Яковитская) и Индийская Малабарская православные церкви, а также Ассирийская церковь Востока (Сиро-Персидская).
Христологические споры, приведшие к обособлению «малых восточных церквей», не поколебали ни у одной из сторон дискуссии первооснову христианства — веру в Иисуса Христа. Поэтому общность самой традиции Его почитания, заложенная и укреплённая на протяжении четырёх веков, сохраняется, хотя и по-разному может отражаться в богослужебном круге праздников той или иной церкви.

### Армянская апостольская церковь
Армения — первая в мире страна, где христианство утвердилось как государственная религия.
Армянская апостольская церковь (ААЦ) датирует это событие 301 годом; наиболее ранняя дата, называемая учёными, — 284 год; позднейшая (ориентирующаяся на установление протектората Рима, уже принявшего христианство) — 314 год. Тогда же, в IV веке в Вагаршапате устанавливается престол Предстоятеля ААЦ.

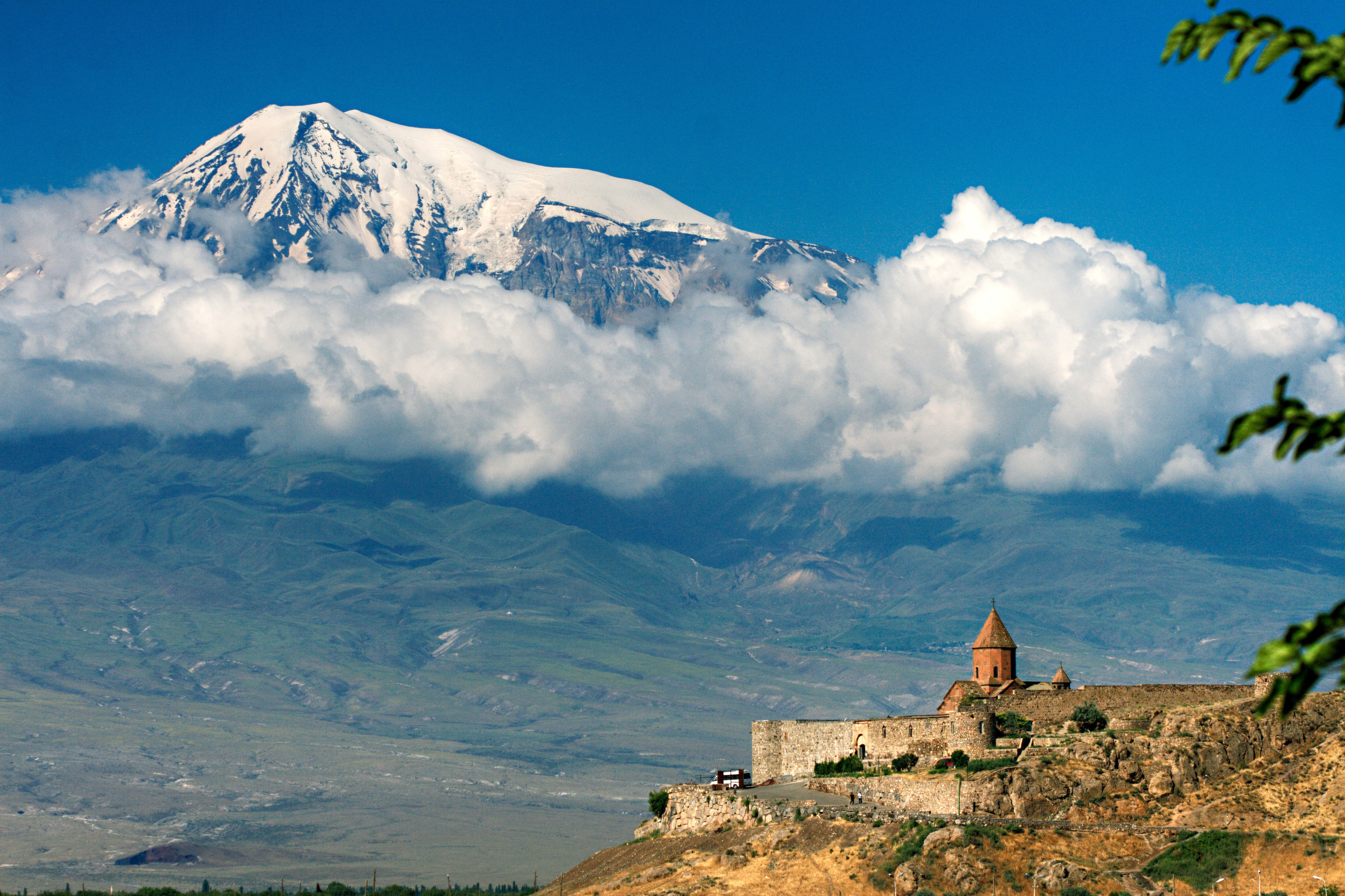
Монастырь Хор Вирап на фоне Арарата

Уже в начале V века Григорий Просветитель (русская православная церковь чтит его как св. Григория Армянского) перевёл литургию Василия Великого (в её ранней версии) на армянский язык, и с тех пор она стала для ААЦ основной и носит имя этого святого. Основой церковно-канонической традиции ААЦ является «Армянская книга канонов», или, по армянскому имени её составителя, Католикоса Иоанна Одзунского — «Корпус канонов Ованеса III». В корпус, утверждённый Двинским Собором в 719—720 годах, вошли правила первых трёх Вселенских Соборов и Поместных Соборов Армянской Церкви, 32 правила о морали, церковных праздниках, обрядах и литургии.
Классификация праздников в ААЦ несколько отличается. Понятие Господних праздников включает:
- все праздники в честь Спасителя, Богородицы и Креста. Они всегда приходятся на воскресенья и имеют свои предпразднства и попразднства
- праздники в честь Церкви
- все остальные воскресные дни.

Дни господних праздников в Армянской апостольской церкви никогда не соединяются с днями памяти святых. К числу великих, главных Господних праздников относятся: Богоявление, Пасха, Преображение Господне, Успение Пресвятой Богородицы и Воздвижение Честного и Животворящего Креста Господня. Они также называются праздниками шатров: в эти дни, по обычаю, разбивают шатры, в чём видится непосредственная преемственность с библейским праздником Кущей. Понедельники, следующие за великими праздниками, посвящены поминовению усопших.
С принятием христианства древний греческий календарь был заменён в Армении юлианским. Как и Русская православная церковь, ААЦ не приняла поправку, введённую 4 октября 1582 года папой Григорием XIII. На григорианский календарь в Армении церковь перешла повелением Католикоса Геворга V от 23 ноября 1923 года. За пределами Армении юлианского календаря по-прежнему придерживаются Иерусалимский Патриархат, епархии Грузии, Нового Нахичевана, юга России (Северный Кавказ и Астрахань), Греции и др.

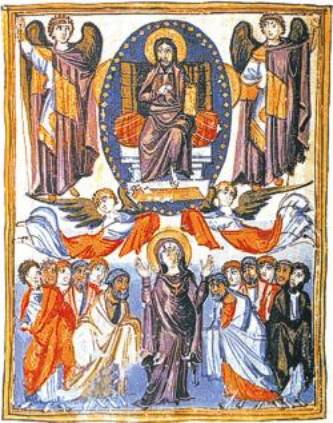
Вознесение Господне (Миниатюра из «Евангелия царицы Млке», 862 год)

Святое Рождество и Богоявление.
Заметное отличие календаря великих праздников ААЦ от аналогичных календарей православных и католиков — единство праздника Рождества и Богоявления. Следуя пришедшей из Рима новой традиции, на протяжении полувека, начиная, примерно, с 440 года, эти праздники ААЦ также отмечала раздельно. Воссоединил их около 448 года католикос Ованес Мандакуни, но в конце VI века Византия обязала в подвластных ей областях Армении совершать эти праздники отдельно. Обязательность этого порядка для всей Армении подтвердил затем и император Ираклий.
Вновь вернуться к древнеиерусалимской традиции совместного празднования Рождества и Богоявления армяне смогли лишь в середине VIII века, когда Собор в Маназкерте (724—725 годы) под председательством католикоса Ованеса III принял решение вернуться к старой дате празднования арм. Астуац‘айайтнут‘иун — 6 января, с 9-дневным попразднством. Сегодня праздник Богоявления в ААЦ включает в себя воспоминания Рождества Христова, Крещения и вообще всех событий земной жизни Спасителя до Его выхода на проповедь.
В числе остальных праздников:
подвижные:

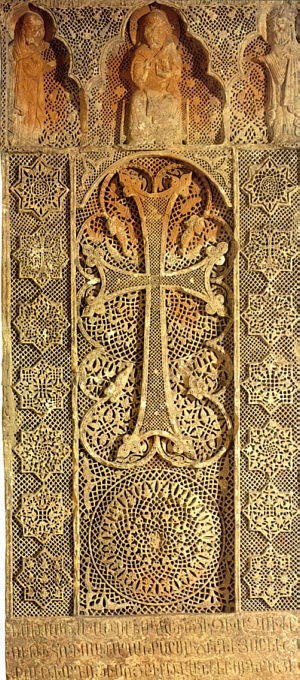
Хачкар (стела с крестом). Момик, 1306 год

- Воскрешение праведного Лазаря (Лазарева суббота)
- Вход Господень в Иерусалим (Вербное воскресенье, арм. Цахказард)
- Пасха. Светлое Христово Воскресение
- Антипасха (Новое Воскресенье)
- Ашхараматур. Зелёное Воскресенье
- Красное Воскресенье
- Вознесение Господне
- Второе Вербное Воскресенье
- Пятидесятница (Троицын день, Пентекосте)

неподвижные:
- Обрезание Господне, или Наречение имени Господа Иисуса Христа (на 8-й день после Богоявления — 13 января)
- Сретение Господа нашего Иисуса Христа, или Принесение во храм (с арм. — «Тъярнэндарач», 40-й день после Богоявления — 14 февраля)
- Праздник Явления на небе Креста Господня (2 мая)
- Преображение Господа нашего Иисуса Христа (с арм. — «Вардавар» — 11 июля)
- Предпразднование и Обновление Св. Креста Господня (11 сентября)
- Воздвижение Честного и Животворящего Креста Господня (с арм. — «Хачверац» — 12 сентября)
- Обретение Креста на горе Вараг (26 сентября, с предпразднством-масленицей 19 сентября)
- Обретение Животворящего Древа Креста Господня (24 октября)[131]

### Коптская православная церковь

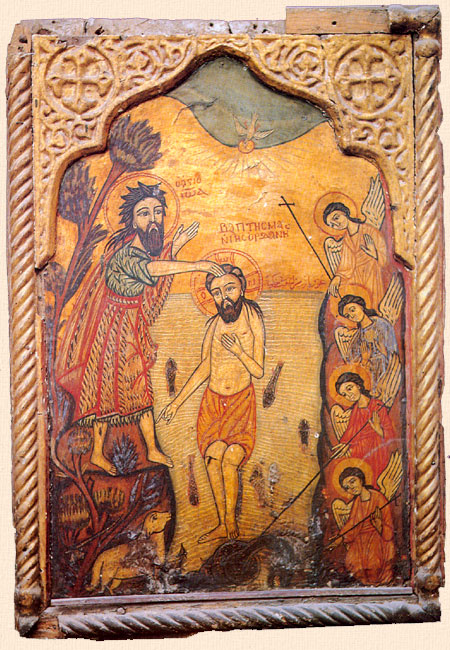
Крещение. Коптская икона.

По преданию, Коптскую православную церковь основал в 42 году евангелист Марк. Потомки древних египтян, копты (самоназвание «купт» восходит к греч. αιγυπτος, египтянин) стали первыми христианами в долине Нила. Центром христианизации этой древней земли стала Александрия Египетская, где апостол Марк и основал епископскую кафедру, к которой возводят свою преемственность коптские православные патриархи.
Апостолу Марку принадлежит и первая литургия коптской церкви. Её В. А. Алымов считает классическим образцом Александрийской литургии, подчёркивая, что она «своей краткостью, чёткостью и выразительностью действительно напоминает стиль евангелиста Марка, ученика ап. Петра». В XII веке она была вытеснена литургиями византийского типа, в том числе Василия Великого и Кирилла Иерусалимского. Последняя (её служат в Великий и Рождественский пост) во многом преемственна литургии апостола Марка, о чём копты упоминают в её названии. В праздничные же дни в коптской церкви служат литургию Григория Богослова.
Коптская церковь считает год по александрийскому (коптскому) календарю — улучшенному варианту древнеегипетского календаря. Он начинается с месяца тота (греч. Θωογτ), первое число которого соответствует 29 августа по календарю григорианскому или 11 сентября по юлианскому.

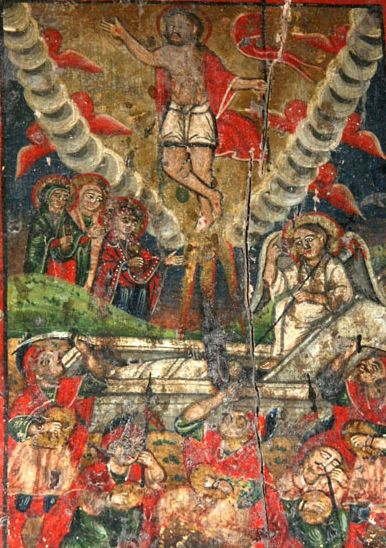
Воскресение Христово. Коптская икона.

Коптская церковь выделяет семь главных Господских праздников (англ. Major Feasts of the Lord, нем. Großen Feste des Herrn), включая богородичный (у православных и католиков) день Благовещения:
- Рождество Христово — 7 января
- Богоявление/Крещение (англ. Epiphany, нем. Taufe Christi)
- Вход в Иерусалим
- Воскресение Христово
- Благовещение (англ. Anunciation, нем. Verkündigungsfest) — 7 апреля
- Вознесение
- Пятидесятница

и семь малых Господских праздников (нем. Kleinen Feste des Herrn):
- Обрезание Господне — 14 января
- Брак в Кане Галилейской — 21 января
- Введение во храм — 15 февраля
- Великий четверг — подвижный, в 2010 году 1 апреля
- Антипасха (Фомино воскресенье, нем. Thomas Sonntag) — подвижный, в 2010 году 11 апреля
- Прибытие в Египет — 1 июня
- Преображение Господне — 19 августа

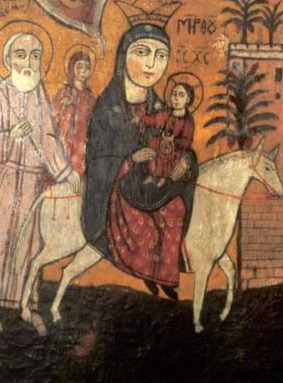
Святое семейство в Египте. Коптская икона.

Рождество отмечается 29 хойяка (IV месяц). В високосные годы эта дата выпадает не на 7, а на 8 января. Чтобы сделать этот праздник общеегипетским, в 2004 году патриарх Шенуда III постановил провести рождественскую литургию вечером 6 января, отметив сам праздник Рождества 7 января, то есть, по юлианскому календарю.
На утрене Вербного Воскресения происходит освящение ваий (пальмовых листьев) и крестный ход. В Пятидесятницу совершается чин коленопреклонения с теми же молитвами, что и в Русской православной церкви. Проводится также и Великое водосвятие в день Богоявления.
Среди специфических для коптского обряда Господских праздников — Пришествие Святого семейства в Египет, отмечаемый 24 числа месяца греч. Παξοησ, что соответствует 1 июня. В этот праздник читается молитва:

О Египет, о народ Египта, о дети Египта и все, кто живёт в его границах, возрадуйтесь, ибо пришёл к вам Возлюбленный всего живого, существовавший до света всех веков.

В календарях, публикуемых за пределами родины коптов (например, в Австрии), праздник называется более привычным европейскому слуху именем «Бегство в Египет» (нем. Flucht nach Ägypten).

### Эфиопская и Эритрейская православные церкви

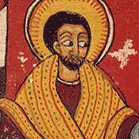
Иисус Христос.
Эфиопская икона.

Христианская эра началась для Эфиопии в IV веке. С XIII века Эфиопская церковь перешла в подчинение Коптской, и до 1929 года все епископы в Эфиопии были коптами и назначались в Египте. В 1960 году император Эфиопии Хайле Селассие I провозгласил автокефалию Эфиопской церкви. Преодолев череду конфликтов, растянувшихся почти на 40 лет, коптская и эфиопская православные церкви вернулись к евхаристическому общению, хотя вне его пока остаётся Эритрейская православная церковь, отделившаяся от Эфиопской церкви в 1994 году. Обрядовых различий между Эфиопской и Эритрейской церквями нет.
Эфиопская православная церковь ведёт счёт времени по эфиопскому календарю. Он схож с коптским, отличаясь от него — как и григорианский от юлианского — на 13 дней. Таким образом, первый из двенадцати 30-дневных месяцев года выпадает у коптов на 29 августа, а у эфиопов на 11 сентября. Каждый год посвящается поочерёдно одному из четырёх евангелистов: 2010 — Марку, 2011 — Луке, 2012 — Иоанну, 2013 — Матфею, 2014 — Марку, и так далее.
К Великим праздникам относятся::

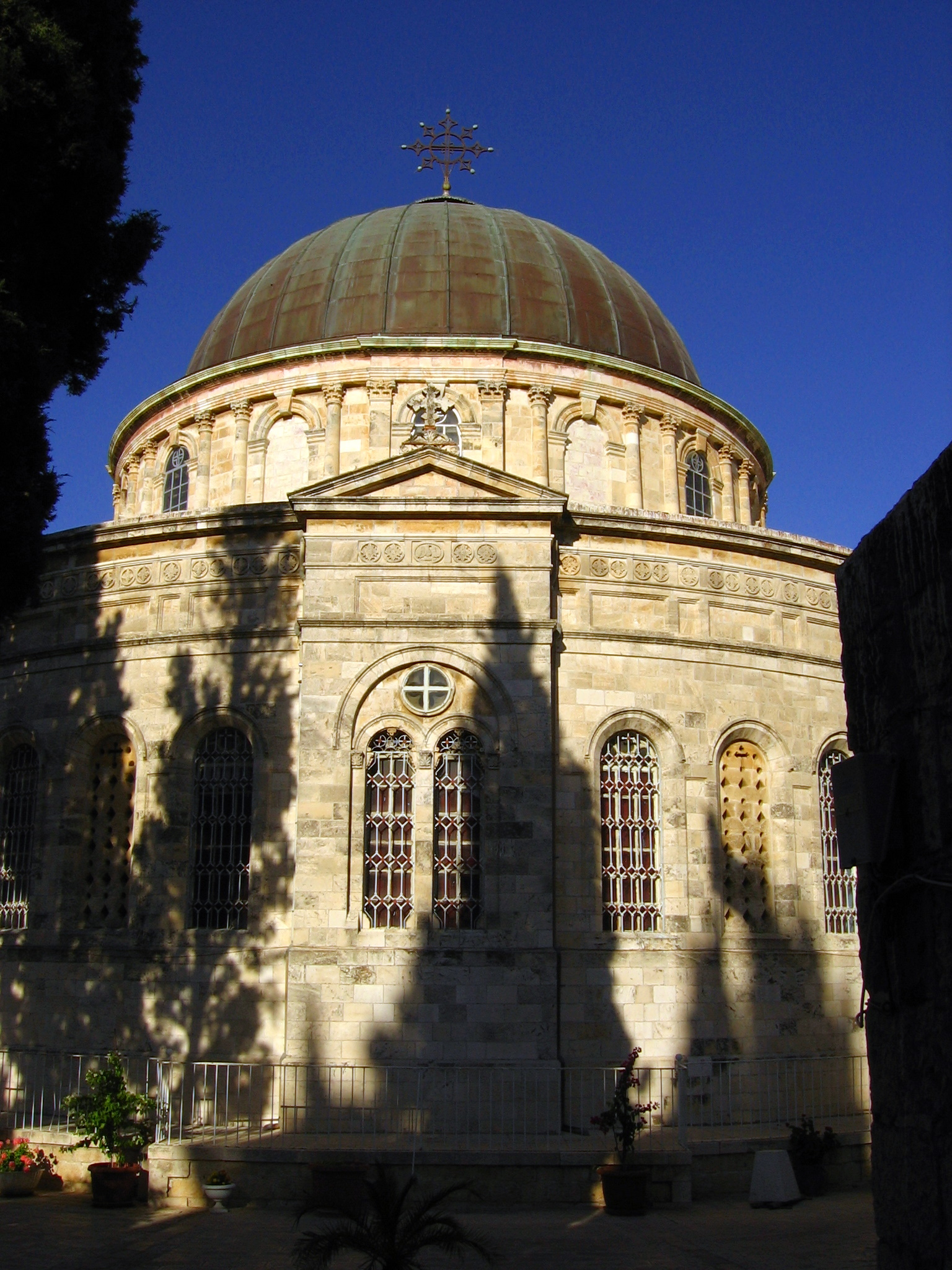
Эфиопская православная церковь. Иерусалим.

- Инкарнация и Рождество (амх. Tsinset и Lidet) — 7 января
- Богоявление(амх. Timket) — 20 января
- Пальмовое Воскресенье (амх. Hosanna) — подвижный
- Страстная пятница (амх. Siklet) — подвижный
- Пасха (амх. Tensaye) — подвижный
- Вознесение (амх. Ereget) — подвижный
- Пятидесятница (амх. Paracletos) — подвижный
- Преображение (амх. Debre Tabor) — 19 августа
- Святой Четверг — подвижный

В числе малых праздников:
- Христа-пастыря (амх. Nolawe) — третье воскресенье Адвента
- Рождественский сочельник (амх. Yelidet Gahad) — 6 января
- Обрезание Господне (амх. Gizret) — 15 января
- Праздник на Масличной горе (амх. Debre Zeit) — второе воскресенье Адвента
- Чудо в Кане Галилейской (амх. Qanna Ze Galilla) — 21 января
- Обретение Креста Господня (амх. Masqal) — 19 марта и 27 сентября.

### Сирийская и Индийская Малабарская православные церкви

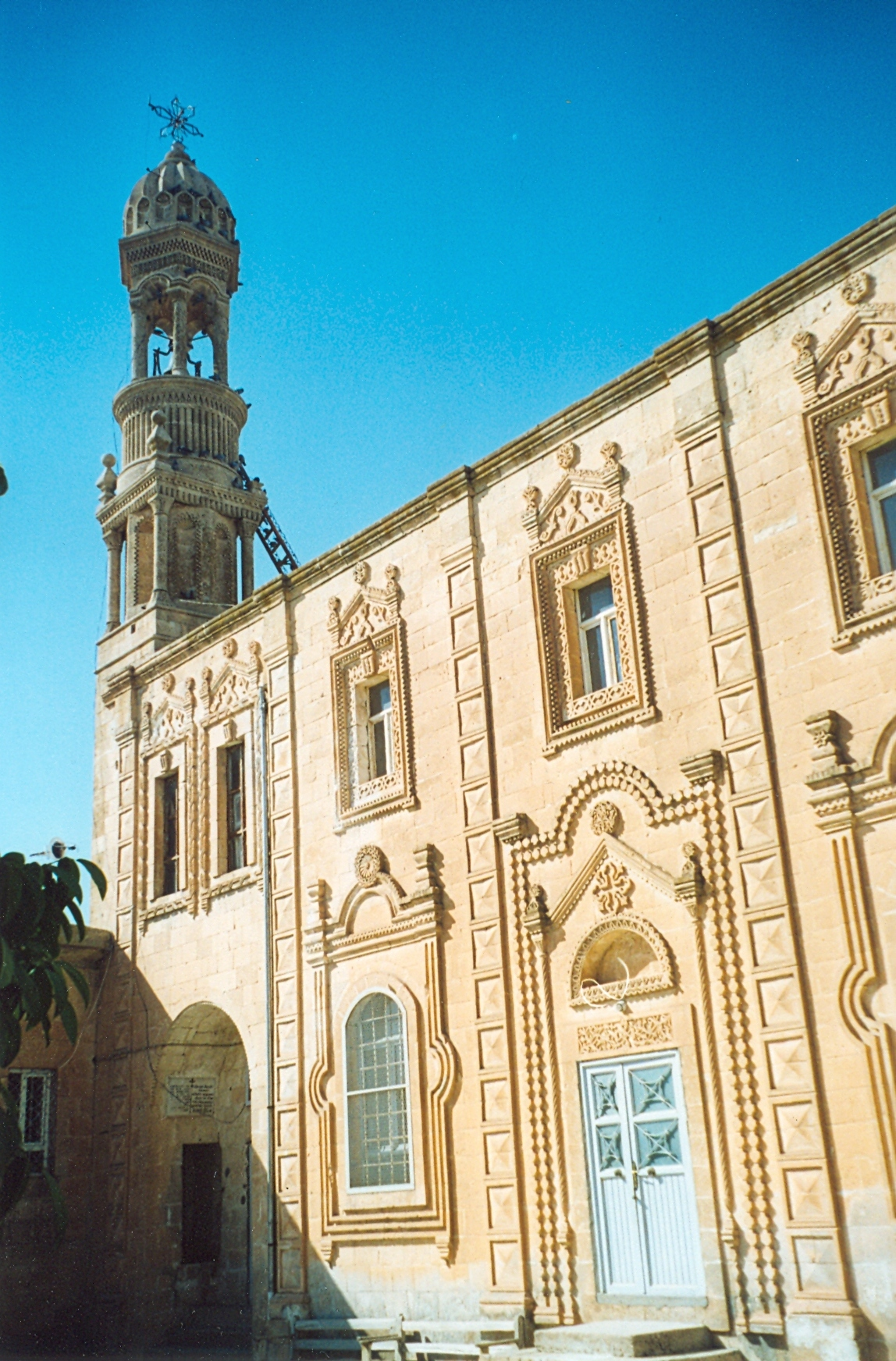
Сирийская православная церковь Мор-Шарбель. Турция, город Мидьят

Престол Сирийской, или Сиро-яковитской православной церкви в Антиохии, по преданию, установил апостол Пётр. Яковитами её прихожан называют по имени Иакова Барадея, который начиная с 540-х годов восстановил иерархию Сирийской церкви, практически разрушенную на протяжении почти 90 лет гонений монофизитов, проводившихся во исполнение решений Халкидонского собора 451 года.
Первосвятителем же Малабарского берега (Маланкары), по преданию, был апостол Фома. Дальнейшее утверждение христианства на этом, восточном побережье Индии было связано с деятельностью восточно-сирийского («несторианского») патриархата Селевкии-Ктесифона. После колонизации этих земель португальцами Католическая церковь развернула параллельную миссионерскую деятельность. Конфликт с исторически первыми христианами Индии дошёл до своего пика в 1653 году, когда малабарцы разорвали прежнюю унию, и в 1665 году соединились с сиро-яковитами северной части побережья. Вновь созданная объединённая Церковь стала называться Сирийская православная церковь Индии.
Сирийская церковь использует двойной календарный счёт: праздники неподвижные рассчитываются по григорианскому календарю, а подвижные по юлианскому. Маланкарская же церковь в 1953 году полностью перешла на григорианский календарь.
Сиро-яковитская церковь выделяет в составе праздников две группы: первая (moronoyotho) — Господские; вторая (dukhronos) — Богородичные и праздники, посвящённые святым. Сиро-малабарская церковь делит праздники на три группы: 1) Господские и Богородичные; 2) крупнейшие праздники святых 3) праздники других святых.
В числе важнейших неподвижных Господских праздников:
- 1 января — Обрезание Господне
- 6 января — Крещение (Богоявление)
- 2 февраля — Сретение
- 6 августа — Преображение
- 14 сентября — Воздвижение Креста
- 25 декабря — Рождество Христово

Среди подвижных Господу посвящены:
- Воскресение Христово — главный праздник
- Пальмовое Воскресенье — предыдущее перед Пасхой
- Вознесение — четверг пятой недели после Пасхи
- Пятидесятница — восьмое воскресенье после Пасхи[150]

### Ассирийская церковь Востока

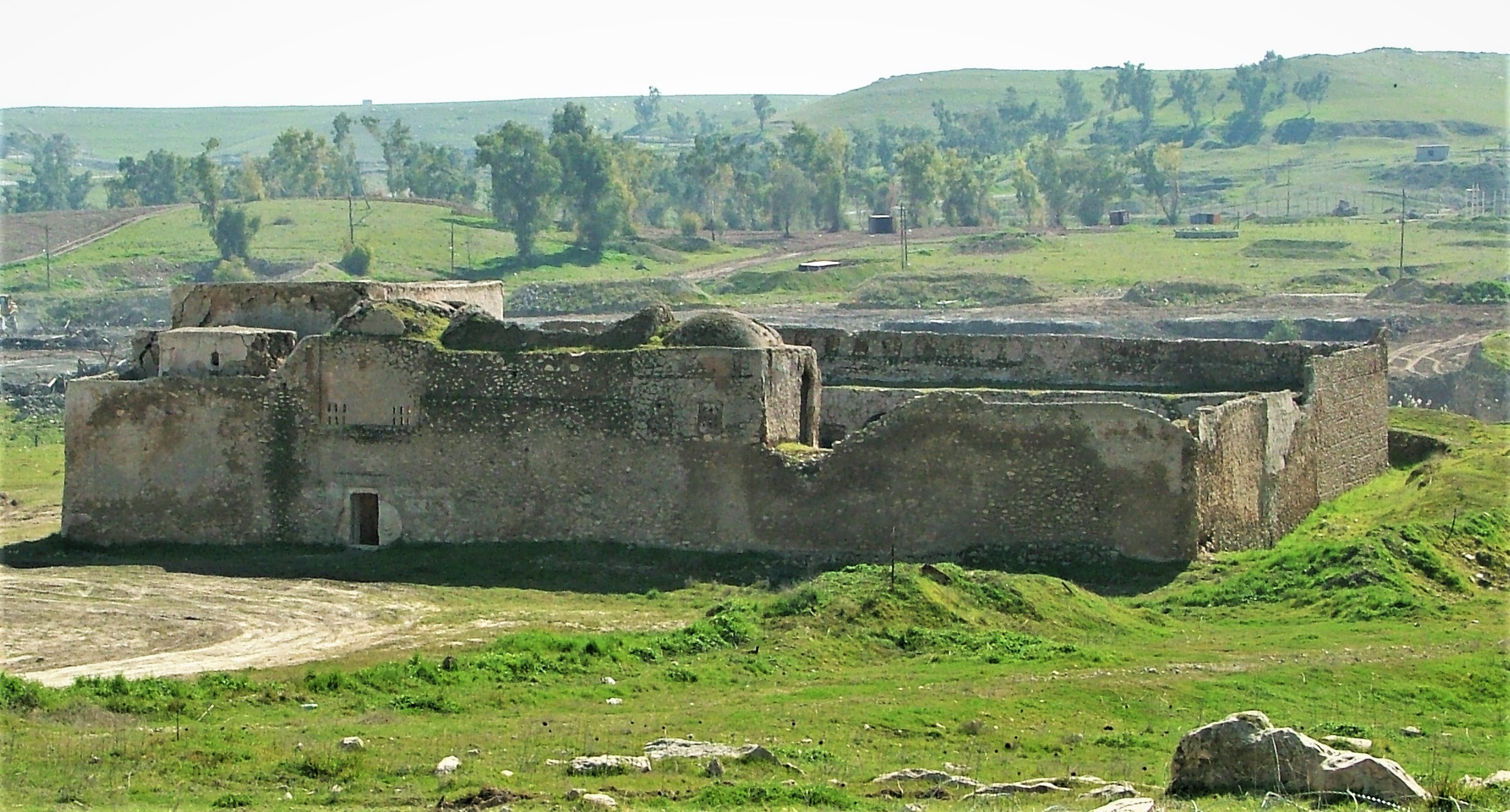
Халдейско-католический монастырь Дайр Мар Эли Абтей. Мосул, Ирак

Ассирийская церковь Востока (АЦВ), именуемая также Несторианской, Персидской, Восточно-сирийской или Халдейско-сирийской возникла в Парфянской (позднее Персидской) империи и восточной части Римской империи. Апостол Пётр, считающийся первым патриархом АЦВ, выделяет вновь созданную церковь в своём Первом Соборном послании:

Приветствует вас избранная, подобно вам, церковь в Вавилоне…
— 1Пет. 5:13
По преданию, в создании первых христианских общин этого региона участвовал и апостол Фома, и апостолы от семидесяти — Фаддей и Марий. Именами последних (в локальном произношении литургия Мар Аддаи и Мар Мари) названа одна из трёх литургий, которую, наряду с АЦВ, используют также и католические церкви восточно-сирийского обряда, Халдейская и Сиро-Малабарская.
Долгое время АЦВ не вступала в евхаристическое общение ни с какой другой Церковью. После встреч халдейского патриарха в 1994 и 1997 году с римским папой Иоанном Павлом II была подписана христологическая декларация, констатировавшая наличие одной общей веры у обеих церквей. В 1997 году АЦВ отменила анафемы на отцов Третьего Вселенского Собора.
Как и у всех христиан, праздником праздников является Пасха (туркм. Paşaq Jaş), и высоко чтутся другие Господские праздники — это Пальмовое воскресение, Вознесение и Пятидесятница в пасхальном цикле, Рождество, Богоявление и Воздвижение Креста Господня среди неподвижных праздников. Сам богослужебный календарь при этом существенно отличается от календарей других восточных христианских церквей: год разделён на несколько частей, посвящаемых праздникам либо святым, летоисчисление ведётся не от Рождества Христова, а с 311 года, даты воцарения Селевкидов. Тем не менее, халдейская Пасха при этом всегда совпадает с Пасхой в Русской православной церкви по юлианскому календарю.

## Праздники Иисуса Христа в протестантстве

### Евангелическая лютеранская церковь

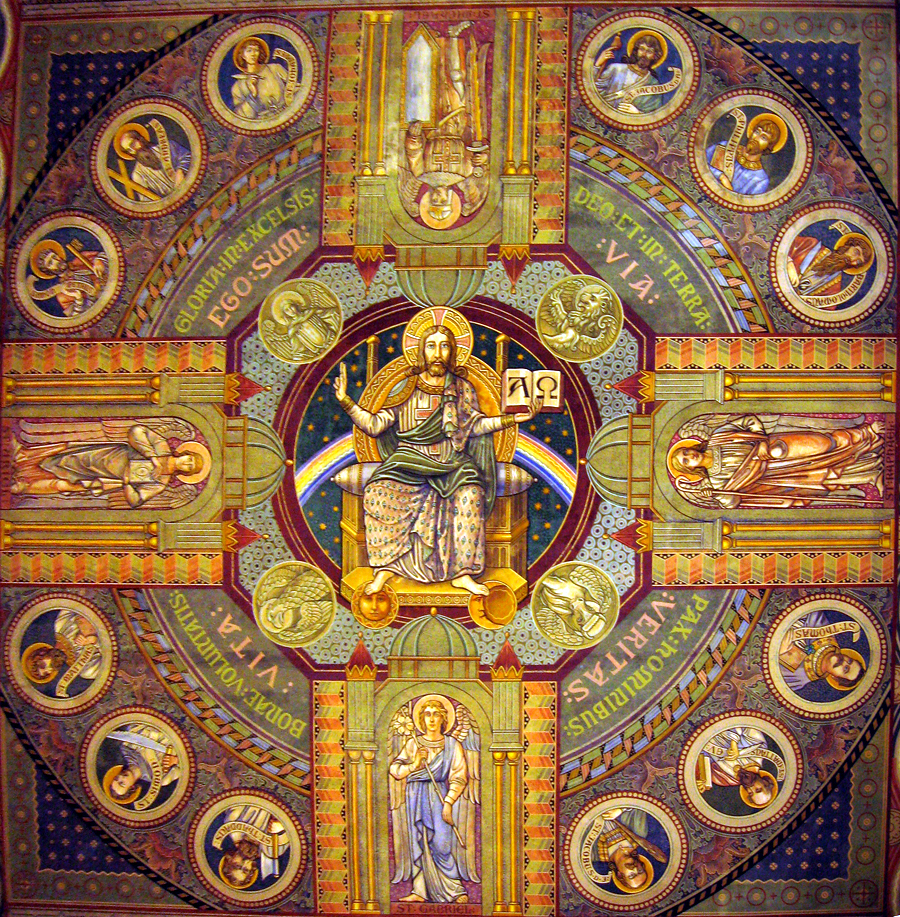
Христос Вседержитель.
(мозаика лютеранской церкви Вознесения в Иерусалиме)

Евангелическая лютеранская церковь различает две категории торжественности: праздники (англ. feasts) и памятные дни (англ. commemorations). Раздел «Церковный год» Лютеранского Служебника (англ. Lutheran Service Book) начинается с перечисления главнейших воскресений и праздников (англ. Sundays and Feasts) годового круга, которые совпадают с праздниками католического календаря и по названиям, и по датам празднования, включая разделение на подвижные и неподвижные. Среди них — Рождество (25 декабря), Богоявление и Крещение (6 января), Пальмовое воскресенье, Воскресение Христово, Вознесение, Пятидесятница и Троицын день. В разделе праздников и торжеств (англ. feasts and festivals) особо выделены следующие главные праздники Иисуса Христа (англ. principal Feasts of Jesus Christ) из числа неподвижных:
- 1 января — Обрезание и Имя Иисуса (англ. Circumsision and Name of Jesus Christ), с предпразднством 31 декабря
- 2 февраля — Очищение Марии и Сретение Господне (англ. The Purification of Mary And Presentation of Our Lord)
- 25 марта — Благовещение (англ. The Annunciation of Our Lord)

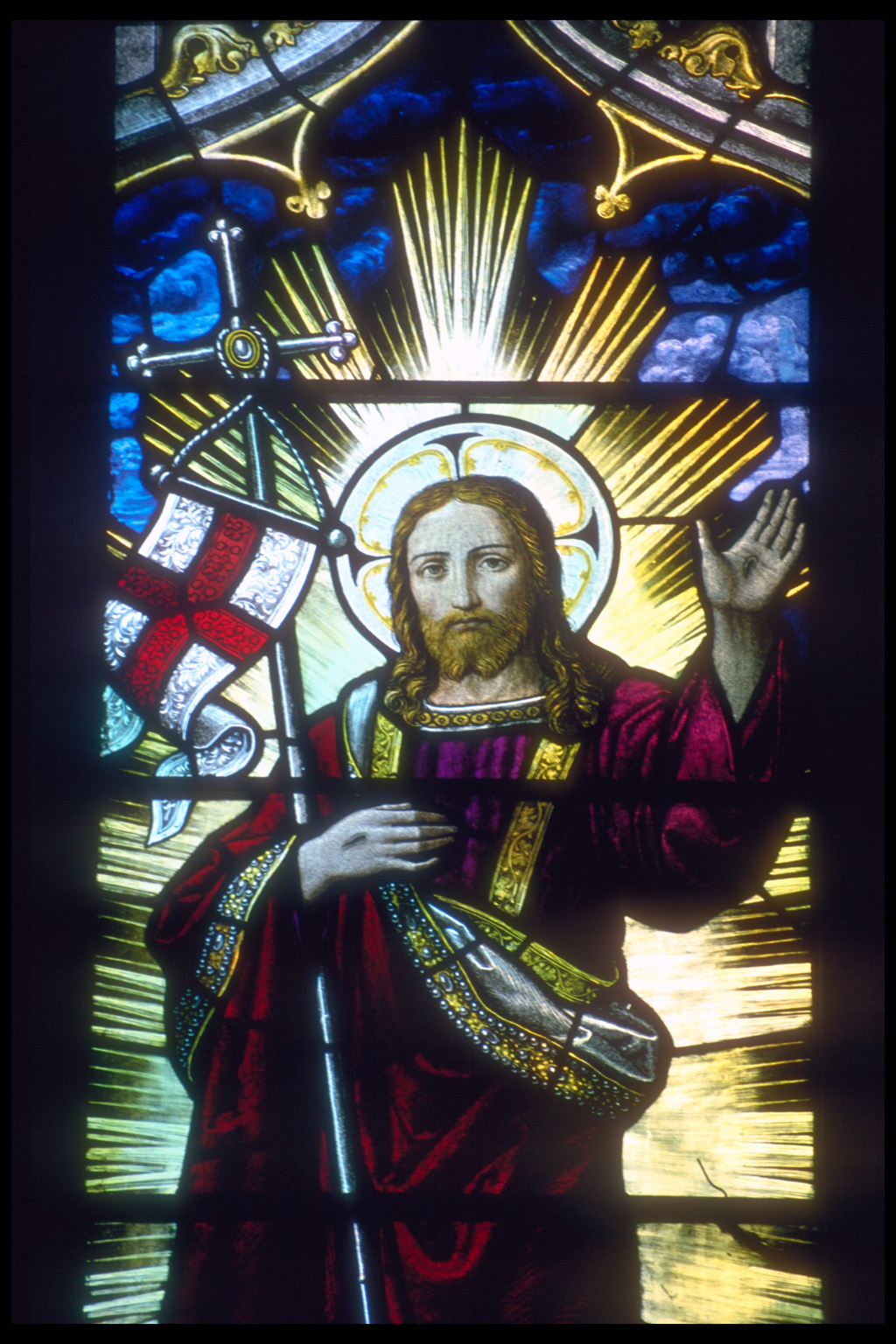
Витраж Рочестерского собора. Англия, Кент.

Отличительной особенностью евангелической литургии от католической является традиция отсутствия особенного облачения на пасторах. Вместе с тем, литургические цвета римского обряда соблюдаются в убранстве лютеранских храмов в день праздников. Соответственно, на все перечисленные дни воспоминания Иисуса Христа лютеране используют белый цвет, за исключением Пятидесятницы (красный).

### Англиканская церковь
В силу исторических особенностей своего возникновения англиканская церковь сохранила, по сравнению с другими протестантскими церквями, наибольшую близость по отношению к католицизму в плане культовых и организационных принципов устроения. Из трёх выделяемых в англиканстве направлений — «высокая» (англ. high-church), «широкая» и «низкая» церковь — наиболее близким к католичеству по обрядам является первое, приверженцы которого часто именуются «англо-католиками».

Из числа Господских праздников, сложившихся в католической церкви к началу эпохи Реформации, англиканская церковь переняла Пасху и примыкающий к ней ряд переходящих праздников (Вход Господень в Иерусалим, Вознесение, День Святой Троицы), а из числа неподвижных Рождество, Крещение, Сретение и Преображение, которые отмечаются в те же даты по юлианскому календарю, что и в католической церкви.

## Праздники господни в небогословской литературе
Крупнейшие церковные праздники издревле вошли в культуру христианских народов как особые, кульминационные точки календарного года. Посещение церковных служб на праздники является для прихожан событием высшего духовно-эмоционального накала. Однако и те, кто в той или иной мере отдалён от церковной жизни — вплоть до атеистов, — не могут оставаться в стороне, например, используя, в силу сложившихся в обществе культурных традиций, имена этих праздников как календарные точки привязки событий, происходящих в их жизни.
В названном контексте великие церковные праздники фигурируют в жизни героев многих произведений крупнейших мастеров мировой художественной литературы, а также в мемуаристике. Приводить здесь имена авторов и книг нецелесообразно: перечень такой никогда не будет ни исчерпывающим, ни репрезентативным. Кроме того, ни один из этих авторов (по определению, светских) специально не ставит перед собой задачу охватить обязательно все главные праздники. Чаще упоминаются один или несколько, как правило — крупнейшие и ярчайшие: Воскресение (Пасха), Троица, Рождество и т. п.
Религиозные писатели также обычно не ставят как самоцель объять в одном произведении все праздники разом или одну, отдельно взятую их группу. Наиболее полными по охвату годового круга праздников являются путевые записки некоторых паломников, где из раннехристианских авторов особенно выделяется паломница Эгерия (IV век).
В русской литературе заслуживают упоминания «Праздники господни» К. П. Победоносцева (1893 год). Автор известен не только как один из наиболее влиятельных сановников последних десятилетий существования Российской империи и как деятельный организатор церковной жизни (в 1880—1905 годах Обер-прокурор Святейшего Синода), но ещё и как экклесиолог, переводчик священных книг и автор многих публицистических произведений духовной тематики. Но и на этом индивидуальном жанровом фоне «Праздники господни» Победоносцева выделяются и по литературной форме, и по масштабности. Это — «довольно редкий в нашей словесности образец религиозной лирики» (в основе — переработанные автором собственные детские дневниковые записи), уникальный ещё и тем, что в нём охвачен весь годовой круг именно Господских праздников, которые автор именует по-церковнославянски — праздники Господни.

### Справочно-энциклопедическая
- Господские праздники // Энциклопедический словарь Брокгауза и Ефрона : в 86 т. (82 т. и 4 доп.). — СПб., 1890—1907.
- Будур Н. А. Православный словарь. — М.: Олма-Пресс, 2003. — 382 с. — ISBN 5-224-04052-3. (недоступная ссылка)
- Католическая энциклопедия. — М.: Издательство францисканцев, 2002. — 1050 с. — ISBN 5-89208-037-4. Архивировано 27 ноября 2010 года.
- Лукашевич А. А. Господские праздники // Православная энциклопедия. — М., 2002. — Т. 7. — ISBN 5-89572-010-2.
- Настольная книга священнослужителя. T. 4 (pdf). Дата обращения: 15 августа 2010. Архивировано 9 мая 2012 года.
- Робертсон Р. Восточные христианские церкви: церковно-исторический справочник. Дата обращения: 15 августа 2010.
- Скабалланович М. Толковый Типикон. — М.: Паломник, 1995. — 812 с. — ISBN 5-7533-0235-9.

### Историко-церковная
- Алымов В. А. Лекции по исторической литургике. — СПб.: Нева, 2005. — 132 с.
- Арранц М. Око Церковное. Переработка опыта ЛДА 1978 г. История Типикона. — М., 1999. (недоступная ссылка)
- архим. Киприан (Керн). Литургика. Гимнография и эортология (pdf). Православие и современность. Электронная библиотека. Дата обращения: 4 сентября 2010. Архивировано 9 мая 2012 года.
- Болотов В. В., проф. Лекции по истории Древней Церкви. — тт. II—IV. (rar). СПб.: Тип. М. Меркушева (1913). Дата обращения: 5 сентября 2010. Архивировано 9 мая 2012 года.
- Глубоковский Н. Н. Преображение Господне: критико-экзегетический очерк. — М.: Унив. тип. на Страстном бульв, 1888. — С. 93.
- Карев А. В., Сомов К. В. История христианства (с точки зрения евангельских христиан-баптистов. — М.: Братский вестник, 1966 № 4, 5; 1967 № 1-6; 1968 № 1-6; 1969 № 1-6; 1970 г. № 1, 3.
- Кунцлер М. Литургия Церкви. — Т. III: 6.3. Господские праздники на протяжении литургического года. (недоступная ссылка)
- John Mason Neale. A History of the Holy Eastern Church: General introduction. 2 vols (англ.). L., Ox., Cambr. & St. Petersburg: J.Masters (1850). Дата обращения: 30 августа 2017.
- Nestorian Church (англ.). LookLex Encyclopaedia. Дата обращения: 15 августа 2010. Архивировано 9 мая 2012 года.
- The Pilgrimage of Etheria (англ.). SPCK, 1919. Дата обращения: 8 августа 2010. Архивировано 9 мая 2012 года.

### Богослужебная
- Булгаков С. В. Триодь Постная. Триодь Цветная. Настольная книга для священнослужителей.
- Дебольский Г., прот. Дни богослужения православной кафолической восточной церкви. — СПб., 1882. — Т. 1.
- Красовицкая М. С. Богослужение Седмичных Дней Октоиха // Литургика. — М.: Православный Свято-Тихоновский богословский институт, 1999.
- Лебедев П. Наука о богослужении православной церкви. — М., 1890.
- Никольский К., прот. Пособие к изучению устава богослужения православной церкви. — СПб., 1888.
- Миссал на русском языке. Дата обращения: 12 июня 2018. Архивировано из оригинала 25 марта 2010 года.
- Римский календарь католической церкви в России (pdf). Дата обращения: 15 августа 2010. Архивировано 9 мая 2012 года.
- Breviarium Romanum. — Imprimatur by Caietanus Cardinal Cicognani, Prefect of the Sacred Congregation of Rites. — Rome, 29 May 1961.
- Liber Usualis. — Imprimatur by J. Thomas, Vicar General of Tornai. — Belgium, 26 Oct 1961.
- Lutheran Service Book (англ.) (pdf). The Lutheran, Missoury Synod. — St. Louis: Concordia. Дата обращения: 15 августа 2010. Архивировано 9 мая 2012 года.
- Missale Romanum. — Imprimatur by C. Eykens, Vical General of Antwerp. — Anvers, 24 Feb 1963.
- St. Basil Liturgy Reference Book (англ.) (pdf). Ed. by Fr. Abraam D. Sleman. Дата обращения: 16 августа 2010. Архивировано 9 мая 2012 года.
- The Coptic Liturgy of Saint Mark The Apostle Commonly known as The Liturgy of St.Cyril (англ.) (pdf). St. Mark’s Coptic Orthodox Church Jersey City, N.J. Дата обращения: 16 августа 2010. Архивировано 9 мая 2012 года.
- Syro-Malabar Liturgical Calendar 2009–2010 (англ.) (pdf). Syro-Malabar Major Archiepiscopal Commission for Liturgy. Дата обращения: 6 сентября 2010. Архивировано 9 мая 2012 года.
- The Divine Liturgy of Saint Gregory the Theologian. (англ.) (pdf). Pope Shenouda III Coptic Orthodox Theological College. Sydney, 1999. Дата обращения: 16 августа 2010. Архивировано 9 мая 2012 года.

### Художественная и публицистическая
- Победоносцев К. П. Праздники Господни. — СПб.: типография А. Бенке, 1893. — 110 с.
- Greek Orthodox Metropolis of Toronto. From Pascha to Pentecost: The Penticostarion period (англ.) (pdf). Дата обращения: 8 августа 2010. Архивировано из оригинала 9 мая 2008 года.